# マヨルカ島
マヨルカ島（マヨルカとう、Mallorca, カタルーニャ語発音: [məˈʎɔrkə], スペイン語発音: [maˈʎorka])、Majorca, 英語発音: [məˈjɔːrkə] ）は、地中海西部のバレアレス海に浮かぶ島。バレアレス諸島最大の島であり、メノルカ島とともにバレアレス諸島北東部のジムネジアス群島を構成している。マジョルカ島やマリョルカ島とも表記される。
1983年にスペインの自治州としてバレアレス諸島州が成立すると、マヨルカ島のパルマ・デ・マヨルカが州都となった。メノルカ島やイビサ島などバレアレス諸島の他島と同様に人気のある観光地であり、特にドイツとイギリスからの観光客が多い。

## 名称
名称はラテン語で「大きな島」を意味するinsula maiorに由来し、後に「大きなほう」を意味するMaioricaとなった。さらにカタルーニャ語でMaiorca、Mayorcaとなったが、イェイスムという発音現象によってMallorcaと綴りが変わって現在に至る。一方で、メノルカ島の名称はマヨルカ島と比較して「小さなほう」を意味するMinorcaに由来する。英語ではMajorca（マジョルカ, [məˈjɔːrkə]または[-ˈdʒɔːr-]）、イタリア語ではMaiorca（マヨルカ）、フランス語ではMajorque（マジョルク）。古称はマヨール島(Major)。

## 地理

### 概要・位置

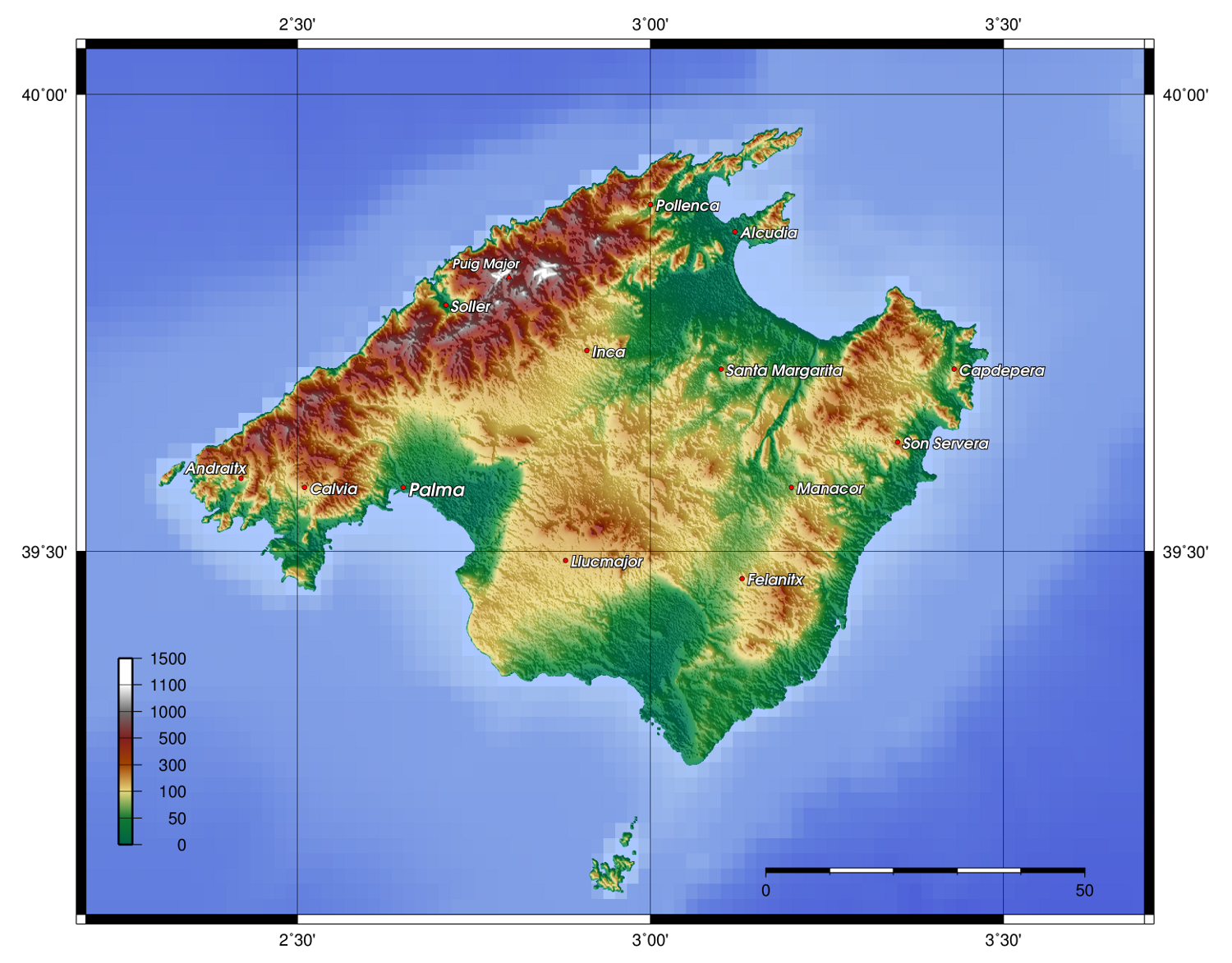
地形図

マヨルカ島は地中海西部のバレアレス海にあるバレアレス諸島を構成する島であり、スペイン本土から見て東側に位置している。面積は3,640.11km2であり、バレアレス諸島ではもっとも大きく、日本の沖縄本島の約3倍である。2012年の人口は869,000人である。地中海の島嶼の中では面積は中規模であるとされるが、地中海における面積第3位のキプロス島に匹敵する人口を持つ。地中海の主要な島嶼の中ではひときわ人口密度が高く、人口第1位のシチリア島よりも高い人口密度を有する。
東西幅は96km、南北長は78kmであり、海岸線の長さは554kmである。バルセロナから見て約210km南、バレンシアから見て約240km東にある。フランスのマルセイユからパルマ・デ・マヨルカまでの距離は460km、アルジェリアのアルジェからパルマまでの距離は340kmである。地理学者のオノフラ・ルリャン(Onofre Rullan)は、マヨルカ島を山地と平地、内陸部と沿岸部、パルマとパルマ外という3つの軸によって8つの地域に分けている。

### 地勢

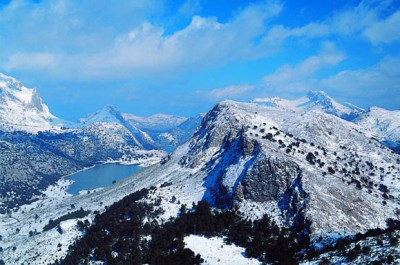
トラムンターナ山脈

#### 山地
北西部のトラムンターナ山脈と南東部のリェバン山地という2本の山脈がマヨルカ島内を走っている。リェバン山地は標高約500mと比較的低い山地であり、美しい農村景観を持つことからトレッキングに人気がある。
トラムンターナ山脈は南西岸から北岸にかけて90kmに渡って伸びており、1,067km2の面積を持つ。イベリア半島南東部のベティコ山系と連続性を持ち、北にむかうほど急峻になる。海に向かって劇的に標高が落ちるため、海岸には崖が形成されている。トラムンターナ山脈にはマヨルカ島最高峰のプッジ・マジョー(1445m)があるが、プッジ・マジョーの頂上は軍用ゾーンとなっており、民間人がアクセスできるマヨルカ島の最高地点はプッジ・ダ・マッサネーリャ(1364m)である。
トラムンターナ山脈内の道路状況は貧弱であるが、山脈内の村から村に渡るための多くのハイキングコースを持ち、その他には登山、ノルディックウォーキング、急流下りなどのスポーツを行うことができる。山脈内の多くの地域は保護地域となっており、2011年には「トラムンターナ山脈の文化的景観」がユネスコの世界遺産（文化遺産）に登録された。山脈は石灰岩で構成されており、その浸食作用によって洞窟、湧き水、急流を形成、約700の湧水場がある。

#### 湾・平原・属島

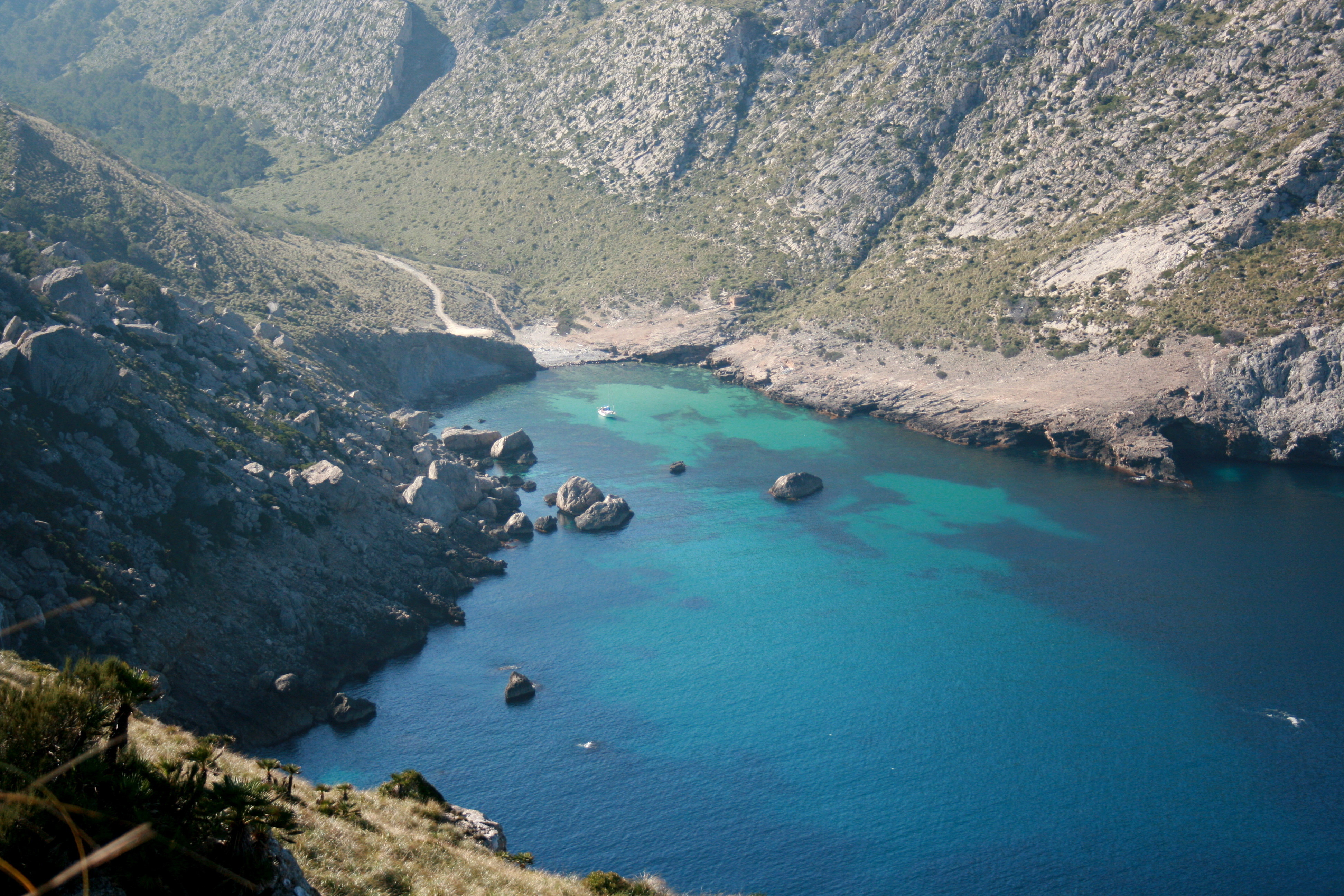
北岸にある入江

マヨルカ島北東部にはポリェンサ湾とアルクーディア湾があり、南西部にはパルマ湾がある。ポリェンサ湾はトラムンターナ山脈の北端部に囲まれており、アルクーディア湾はリェバン山地の北端部の先にある。洞窟や小規模な入江はマヨルカ島の観光資源であり、それらは主に東岸に位置している。アルクーディア付近のアルブフェラ・デ・マヨルカ自然公園はラムサール条約登録地である。
マヨルカ島の中央部には肥沃なマヨルカ平原が広がっており、動植物の豊かさで知られている。典型的な植物はマツ、トキワガシ、キャロブなどの樹木である。アーモンドやオリーブの栽培など、島の農業の大部分はこの平原で行われている。南岸はマヨルカ島の中でも乾燥して岩がちな地域であり、エス・ミグジョルンと呼ばれている。エス・ミグジョルンと2つの山地は島の中央部にある肥沃なマヨルカ平原を取り囲んでいる。
マヨルカ島の沖合にあるすべての小島は行政的にパルマに属している。東南岸にある無人島のカブレラ島はカブレラ群島マリティメ＝テレストリアル国立公園に指定されており、西岸にある無人島のドラゴネーラ島も保護地域となっている。マヨルカ島にあるその他の特徴的な地形には、アルファビア山地、アス・クルナドルス、フルマントール岬などがある。

#### 周辺海域

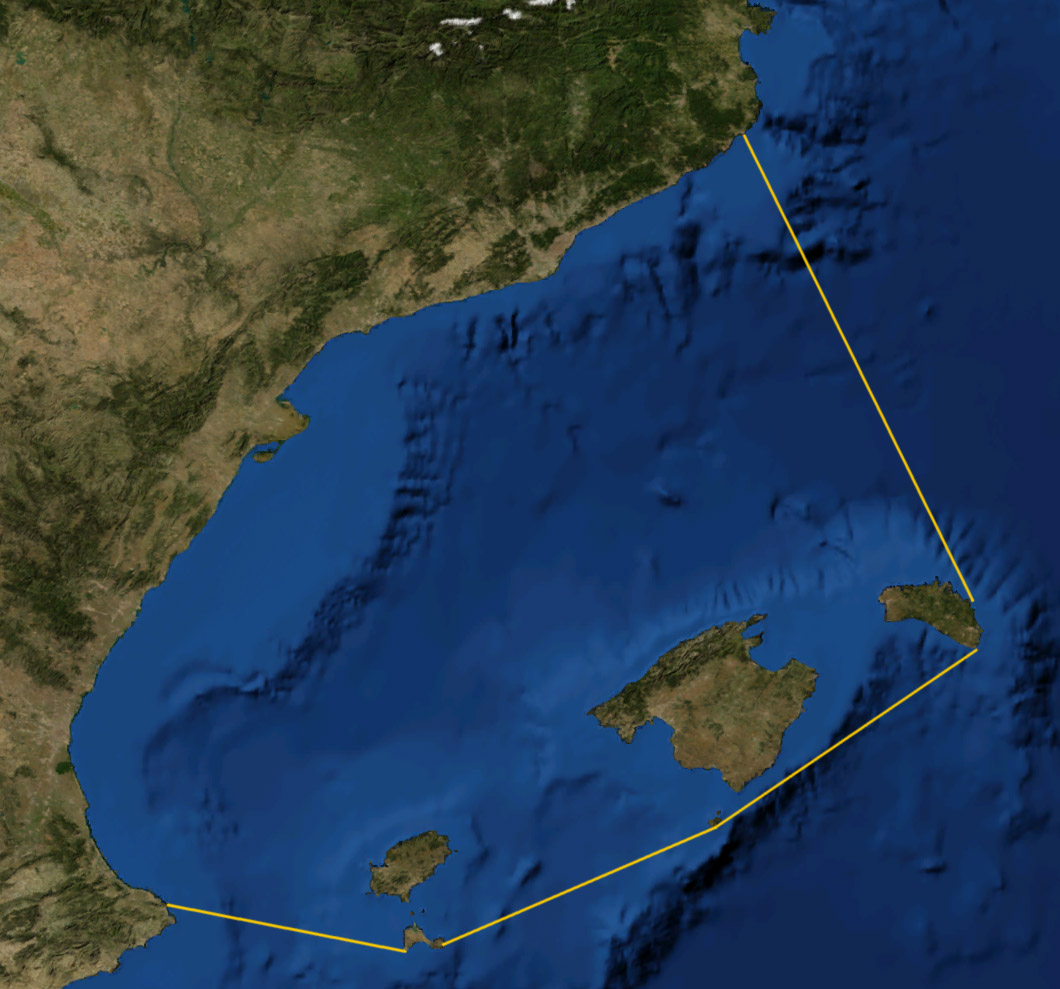
バレアレス海の範囲

イベリア半島とバレアレス諸島の間の海域はバレアレス海と呼ばれ、その最大水深は2,065mである。カステリョン・デ・ラ・プラナの沖合約50km、バレアレス海南西部には無人島のコルンブレテス諸島があるものの、その他に島や浅瀬は存在しない。イベリア半島の沿岸部から20-65kmの範囲に大陸棚が広がり、水深がもっとも深いのは中央部である。バレアレス海の主要な港湾都市はスペイン本土のバルセロナやバレンシア、マヨルカ島のパルマなどである。
地中海西部には長さ900km、幅200kmに渡って平坦な海底があり、この平均水深2,000-3,000m、最大水深3,150mの海底はバレアレス深海平原と呼ばれる。その東端はフランスのコルシカ島とイタリアのサルデーニャ島、南端はアフリカ大陸のアルジェリア、北西端はスペインのバレアレス諸島であり、フランス本土の沖合はバレアレス深海平原には含まれない。フランスのローヌ川やアルジェリア北岸の海底谷から多くの堆積物が供給される。

### 地質
マヨルカ島の平原や山地は主に新第三紀後期（鮮新世）に形成されたとされ、バレアレス諸島は150万年前（更新世）に形成されたとされる。この平原や山地は南西から北東方向に連続性を持ち、イベリア半島南東部のベティコ山系と連続性を持つ。マヨルカ島の地質はほぼ完全に石灰岩からなり、石灰岩は強力な浸食作用で峡谷や洞窟を形成している。
もともと降水量に乏しい地中海性気候に高透過性の石灰岩が組み合わさっているため、大半の河川はすぐに水流が途絶える。マヨルカ島内には一年を通じて水を湛えている河川は存在せず、淡水資源の大部分は地下水が占めている。雨水は石灰岩を透過して地下水となるため、マヨルカ島に池や湖は少ない。地下水に極度に依存しているという点で特筆すべき地中海地域の島嶼であるとされる。

### 気候
マヨルカ島の気候は典型的な地中海性気候であり、ケッペンの気候区分ではCsaに分類される。特に降水は季節性が顕著である。冬季には低気圧の中緯度偏西風ベルトの影響で大雨が降ることもあり、偏西風ベルトが高緯度に移動する夏季には高気圧の亜熱帯ベルトの影響を強く受け、乾燥した暑い気候となる。この結果、年降水量の大半は秋季と冬季に集中し、もっとも降水量の多い時期は10月から12月である。年降水量は地域的な差異が大きく、南東部ではわずか300mmであるのに対して、そこから100kmも離れていない北西部のトラムンターナ山脈では1,200mmとなる。平原は暑い夏季と穏やかで涼しい冬季を持つが、冬季のトラムンターナ山脈は平原より温度が低くなり、しばしば降雪も見られる。
平地では年間300日以上が好天日とされており、古くから「地中海の楽園」と呼ばれる。冬季の日中の気温は摂氏10-15度と穏やかであるが、夜間には摂氏10-5度まで下がる。夏季の気温は摂氏約27度であり、最高気温は摂氏30-32度である。パルマの年平均気温（摂氏17.9度）は日本の鹿児島市とほぼ等しいが、年間の気温較差は鹿児島市と比較して遥かに少ない。海水の温度は夏季の8月が摂氏25度、冬季の1月・2月が摂氏16度である。
冬季から春季には強風が吹く。南東風のシロッコはアフリカ大陸の砂漠からマヨルカ島に赤砂を運ぶ。トラムンターナ山脈はマヨルカ島を北風から守っており、マヨルカ島の気候を決定づけている。
| パルマ・デ・マヨルカ(Satellite view)の気候 | パルマ・デ・マヨルカ(Satellite view)の気候 | パルマ・デ・マヨルカ(Satellite view)の気候 | パルマ・デ・マヨルカ(Satellite view)の気候 | パルマ・デ・マヨルカ(Satellite view)の気候 | パルマ・デ・マヨルカ(Satellite view)の気候 | パルマ・デ・マヨルカ(Satellite view)の気候 | パルマ・デ・マヨルカ(Satellite view)の気候 | パルマ・デ・マヨルカ(Satellite view)の気候 | パルマ・デ・マヨルカ(Satellite view)の気候 | パルマ・デ・マヨルカ(Satellite view)の気候 | パルマ・デ・マヨルカ(Satellite view)の気候 | パルマ・デ・マヨルカ(Satellite view)の気候 | パルマ・デ・マヨルカ(Satellite view)の気候 |
| 月                                         | 1月                                        | 2月                                        | 3月                                        | 4月                                        | 5月                                        | 6月                                        | 7月                                        | 8月                                        | 9月                                        | 10月                                       | 11月                                       | 12月                                       | 年                                         |
| ------------------------------------------ | ------------------------------------------ | ------------------------------------------ | ------------------------------------------ | ------------------------------------------ | ------------------------------------------ | ------------------------------------------ | ------------------------------------------ | ------------------------------------------ | ------------------------------------------ | ------------------------------------------ | ------------------------------------------ | ------------------------------------------ | ------------------------------------------ |
| 平均最高気温 °C （°F）                     | 15.2 (59.4)                                | 15.7 (60.3)                                | 17.1 (62.8)                                | 18.7 (65.7)                                | 22.1 (71.8)                                | 25.9 (78.6)                                | 29.9 (85.8)                                | 30.5 (86.9)                                | 28.1 (82.6)                                | 23.4 (74.1)                                | 19.2 (66.6)                                | 16.5 (61.7)                                | 21.6 (70.9)                                |
| 日平均気温 °C （°F）                       | 11.7 (53.1)                                | 12.1 (53.8)                                | 13.3 (55.9)                                | 15.0 (59)                                  | 18.4 (65.1)                                | 22.1 (71.8)                                | 25.1 (77.2)                                | 25.9 (78.6)                                | 23.4 (74.1)                                | 19.7 (67.5)                                | 15.7 (60.3)                                | 13.0 (55.4)                                | 17.9 (64.2)                                |
| 平均最低気温 °C （°F）                     | 8.3 (46.9)                                 | 8.5 (47.3)                                 | 9.5 (49.1)                                 | 11.3 (52.3)                                | 14.7 (58.5)                                | 18.4 (65.1)                                | 21.3 (70.3)                                | 22.2 (72)                                  | 19.8 (67.6)                                | 16.1 (61)                                  | 12.1 (53.8)                                | 9.7 (49.5)                                 | 14.3 (57.7)                                |
| 降水量 mm （inch）                         | 43 (1.69)                                  | 34 (1.34)                                  | 26 (1.02)                                  | 43 (1.69)                                  | 30 (1.18)                                  | 11 (0.43)                                  | 5 (0.2)                                    | 17 (0.67)                                  | 39 (1.54)                                  | 68 (2.68)                                  | 58 (2.28)                                  | 45 (1.77)                                  | 427 (16.81)                                |
| 平均降水日数 （≥1 mm）                     | 5                                          | 5                                          | 4                                          | 6                                          | 4                                          | 2                                          | 1                                          | 1                                          | 4                                          | 7                                          | 6                                          | 6                                          | 52                                         |
| 平均月間日照時間                           | 165                                        | 168                                        | 204                                        | 231                                        | 280                                        | 307                                        | 342                                        | 313                                        | 228                                        | 204                                        | 165                                        | 154                                        | 2,763                                      |
| 出典：スペイン国立気象庁                   |                                            |                                            |                                            |                                            |                                            |                                            |                                            |                                            |                                            |                                            |                                            |                                            |                                            |

### 人口・自治体
1965年のマヨルカ島の人口は40万6000人、人口密度は112人/km2であり、スペインの中でも人口密度の高い地域だった。マヨルカ島を含むジムネジアス群島は集居人口が多く、イビサ島などのピティウザス群島は散居人口が多かった。マヨルカ島の2006年の人口は790,763人、2012年の人口は869,000人であり、今日でも早いペースで人口が増加している。カナリア諸島のテネリフェ島とグラン・カナリア島、バレアレス諸島のマヨルカ島と、スペインには3つの規模が大きな島があり、それぞれ80-90万人の人口を有している。マヨルカ島はバレアレス諸島でもっとも人口が多い島である。バレアレス諸島全体の面積は4,992km、2007年のバレアレス諸島全体の人口は103万人であり、マヨルカ島はその面積で諸島全体の72.5%を、人口で諸島全体の78.6%を占めている。
マヨルカ島内でもっとも人口が多い自治体はパルマ・デ・マヨルカであり、パルマに隣接するカルビア、東部の中心都市であるマナコールがパルマに続いている。パルマ・デ・マヨルカ都市圏はパルマを中心とする9自治体で構成されており、マヨルカ島の人口の50%以上がパルマ・デ・マヨルカ都市圏に住んでいる。
| マヨルカ島の主な自治体 | マヨルカ島の主な自治体 | マヨルカ島の主な自治体 | マヨルカ島の主な自治体     |
| #                      | 自治体                 | 人口（人）             | 所在地                     |
| ---------------------- | ---------------------- | ---------------------- | -------------------------- |
| 1                      | パルマ・デ・マヨルカ   | 427,973                | パルマ・デ・マヨルカ都市圏 |
| 2                      | カルビア               | 50,363                 | パルマ・デ・マヨルカ都市圏 |
| 3                      | マナコール             | 40,264                 | 東部                       |
| 4                      | マラチ                 | 35,521                 | パルマ・デ・マヨルカ都市圏 |
| 5                      | リュックマジョール     | 34,602                 | パルマ・デ・マヨルカ都市圏 |
| 6                      | インカ                 | 30,625                 | 中央部                     |
| 7                      | アルクーディア         | 19,768                 | 北部                       |
| 8                      | ファラニチュ           | 17,291                 | 東部                       |
| 9                      | ポリェンサ             | 16,088                 | 北部                       |

#### パルマ
マヨルカ島の主都であるパルマ・デ・マヨルカは、先史時代の集落の遺跡（タライオット）の上にローマ人が築いた野営地が基礎になっている。ローマ人はその集落を「パルマリア」と呼んだ。西ローマ帝国の崩壊時にはヴァンダル族がパルマリアに何度も略奪行為を加えた。パルマリアの支配者はその後、ビザンツ帝国、後ウマイヤ朝、ムラービト朝、ムワッヒド朝、アラゴン王国などと変遷した。スペインの民主化後の1983年にバレアレス諸島自治州が設置されると、パルマが自治州都となった。マヨルカ島の南東沖にあるカブレラ島（無人島）も行政的にはマヨルカ島評議会の一部であり、パルマの自治体域に含まれている。
1857年時点ではスペイン第9位の4.3万人の人口を有していた。1887年には6.0万人（11位）、1920年には7.7万人（12位）、1950年には13.7万人（13位）、1970年には23.4万人（12位）と堅実な伸びを見せ、スペインの50県都の中でも常に上位に位置した。1991年には308,616人、2011年には405,318人となっている。夏季には各国から観光客が集まることから、「地中海の夏の首都」と呼ばれることもある。
2008年時点ではパルマの人口の19.5%に相当する77,330人がスペイン以外の国籍であり、これはスペイン平均よりも高い比率である。国籍別の内訳は、アルゼンチンが5,682人、ボリビアが5,541人、ブルガリアが5,293人、コロンビアが5,200人、イタリアが5,142人、ドイツが4,724人、モロッコが3,397人などだった。

## 歴史

### 先史時代

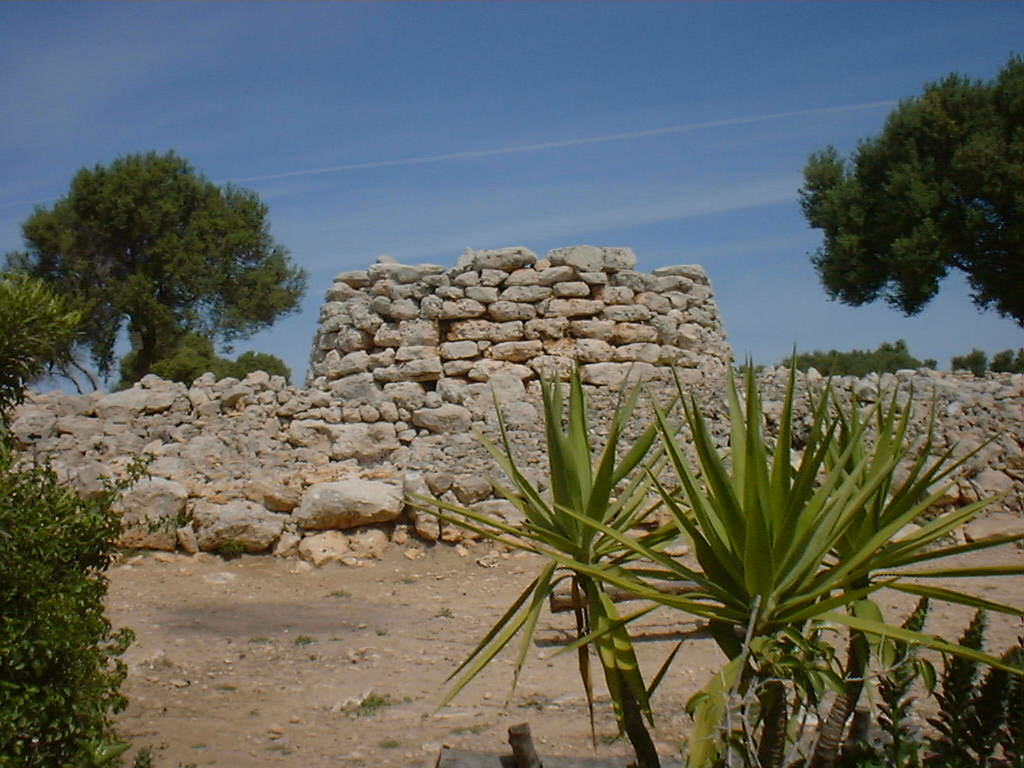
マヨルカ島にある先史時代の集落

マヨルカ島には先史時代の紀元前6000年-紀元前4000年頃に人類が住んでいた痕跡がある。青銅器時代には巨石記念物を含むタライオティック文化が栄え、タライオットと呼ばれる埋葬場や住居の痕跡が発見されている。
マヨルカ島のタライオットの例
- カンポコルブ・ベイ : 現在のリュックマジョールの自治体域
- ネクロポリ・ダ・ソン・レアル : 現在のサンタ・マルガリーダ（英語版）の自治体域
- ヌベティフォルマ・アラマニー : 現在のカルビア・マガルフ海岸
- プブラット・タライオティック・ダ・シリョット : 現在のサン・リュレンス・ダス・カルダサーの自治体域
- プブラット・タライオティック・ダ・ソン・フルネス : 現在のムントゥイリ（英語版）の自治体域
- サ・カノーバ・ダ・ムレイ : 現在のアルターの自治体域
- セス・パイッセス : 現在のアルターの自治体域
- セス・タライアス・ダ・カン・ジョルディ : 現在のサンタニーの自治体域
- ススピタレット・ベイ : 現在のマナコール の自治体域

### 古代

#### カルタゴ時代

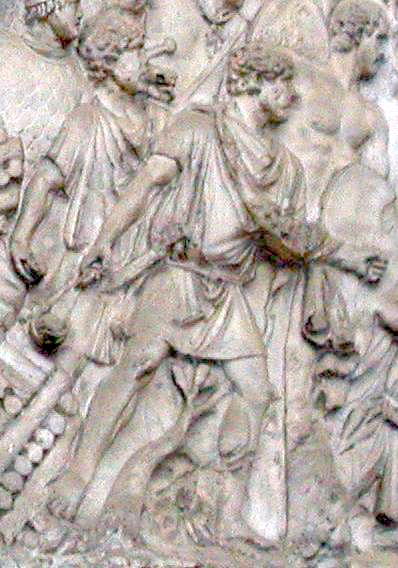
ローマ時代の投石兵

初めてマヨルカ島に植民を行ったのは、紀元前8世紀頃にレバント（東部地中海沿岸地方）からやってきて多数のコロニーを築いた航海民族のフェニキア人であり、マヨルカ島は主要なフェニキア都市となっていた北アフリカのカルタゴの統制下に入った。紀元前700年から紀元前145年のバレアレス諸島はフェニキア人によって支配され、マヨルカ島にやってきたフェニキア人は地中海西部で精力的に交易活動を行った。フェニキア人の時代にバレアレス諸島の商業中心地となったのはイビサ島のエイビッサであり、マヨルカ島はわずかな役割を果たしたに過ぎなかったが、ポエニ戦争で投石手としてカルタゴのために戦ったマヨルカ人の存在が文献に記載されている。バレアレス諸島の名称は「投石」を意味するギリシア語の「ballerin」に由来すると指摘する歴史学者もいる。侵略者から領土を守る唯一の防衛手段が投石だったため、マヨルカ人投石手は優れた投石技術でよく知られている。

#### ローマ時代

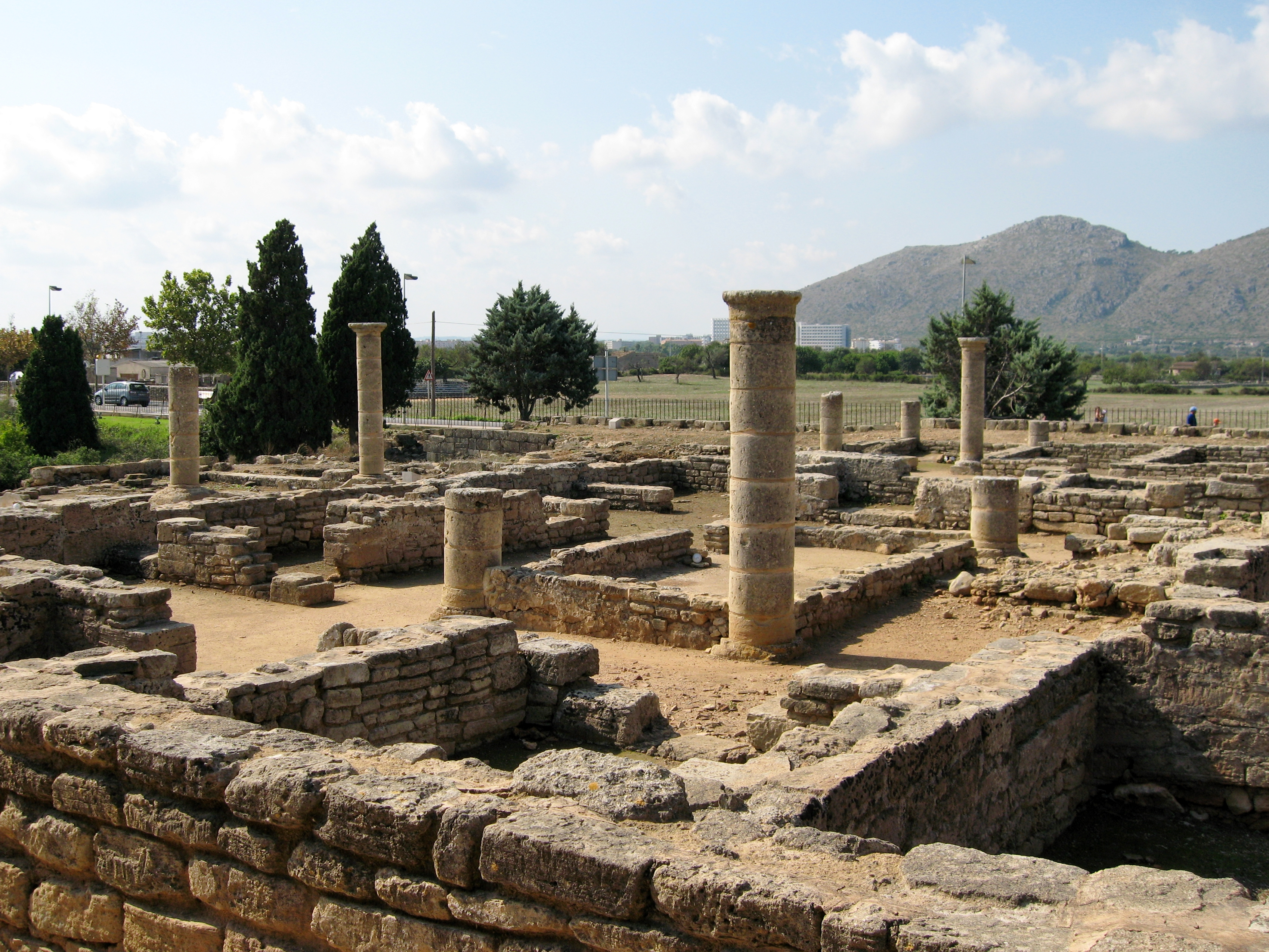
ローマ都市ポリェンティアの遺跡

バレアレス諸島地域からやってくる海賊との戦いに疲れたローマ人は、紀元前123年にクィントゥス・カエキリウス・メテッルス・バリアリクス率いる軍隊を送ってマヨルカ島を征服し、約550年に渡るローマ時代が幕を開けた。バレアレス諸島がキリスト教化されたのはこの2世紀のことである。ローマ時代には北岸のポリェンティア（現在のアルクーディアの近く）と南岸のパルマリア（現・パルマ・デ・マヨルカ）という2つの都市があったとされている。加えて、建設がローマ以前に遡る北部のボッチョリスの町は、古代ローマの連合市となった。ローマ時代にはオリーブやブドウの栽培、岩塩の採掘などがマヨルカ島の経済を支えていた。マヨルカ人兵士は投石の技術がローマ帝国内で評価された。

#### ヴァンダル族

455年のガイセリックの王国（ヴァンダル王国）の最大版図

古代ローマ文明を終わらせた原因については諸説あるが、5世紀の小氷期が引き金になったという説がある。グンデリック王が率いるヴァンダル族は、406年に凍結したライン川を渡り、409年にはピレネー山脈を越え、419年にはイベリア半島西部に国を建てた。425年には当時ヒスパリスと呼ばれたセビージャとカルタゴの間で、西ローマ帝国の目を盗んで密貿易を行い、427年にバレアレス諸島を荒掠した。グンデリックの息子ゲイセリックは地中海においてカルタゴ、シチリア島、コルシカ島、サルデーニャ島、バレアレス諸島に版図を築き、イタリア半島の沿岸集落と密貿易したり海賊行為をしたりする際の基地としてマヨルカ島を利用した。ヴァンダル族はキリスト教徒を迫害した。

### 中世

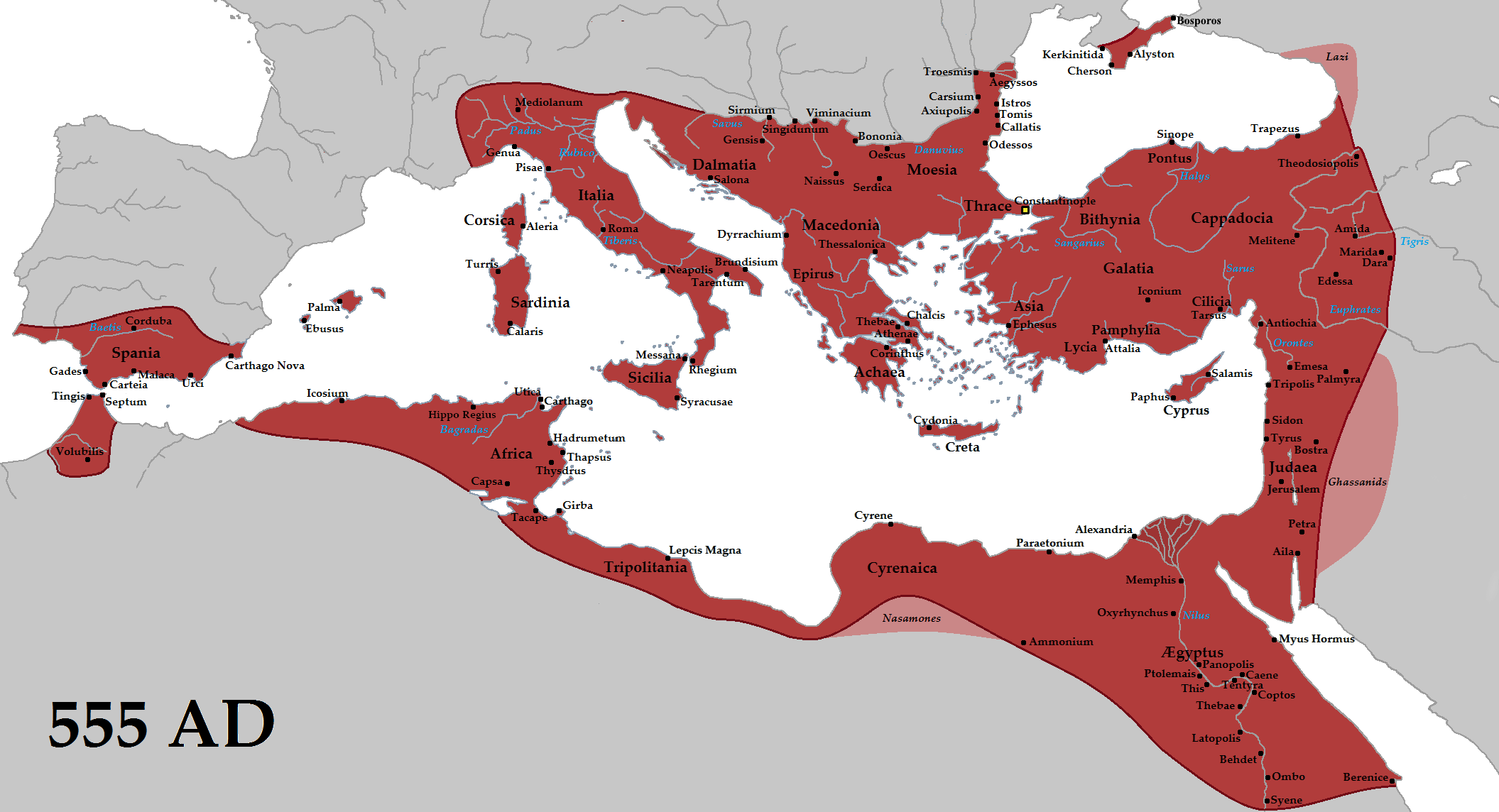
ユスティニアヌス1世帝期、555年のビザンツ帝国の版図

#### 中世前期
地中海世界の中世は、信仰を統治原理にした3勢力、ギリシア正教・カトリック・イスラームのめまぐるしい交替劇に彩られる。マヨルカ島もこの例に漏れないが、少なくとも中世の前半期は、いずれの勢力が支配した場合であっても島には半独立的な地位が認められた:32。
ヴァンダル王国を討った将軍フラビオス・ベリサリオスは、配下のアッポロニオスをバレアレス諸島に派遣し、534年前後にマヨルカ島をビザンツ帝国の版図に入れた（cf. ヴァンダル戦争）:32。以後、10世紀初頭に至るまでの500年間弱、島は名目上ビザンツ帝国領になったが、中核的な先住島民へのギリシア正教の影響は限定的であった:35。ビザンツ人はバレアレス諸島の各島にギリシア正教の教会を建て、それぞれに司祭を派遣したが、先住島民の教化は非常にゆっくりしたものであったと見られる:39。マヨルカ島と似たシチュエーションにあったコルシカ島とサルデーニャ島ではビザンチン時代の終わりごろでもまだ、伝統宗教（ペイガニズム）の信仰が強く残っていた:39。20世紀末から実施されるようになったビザンツ時代のギリシア正教の教会址の考古学的調査によれば、タライオット集落、ローマ人の植民市、ヴァンダル族の集落のいずれとも重ならない位置に立地しており、先住島民とのつながりが希薄であった可能性が示唆される:39。

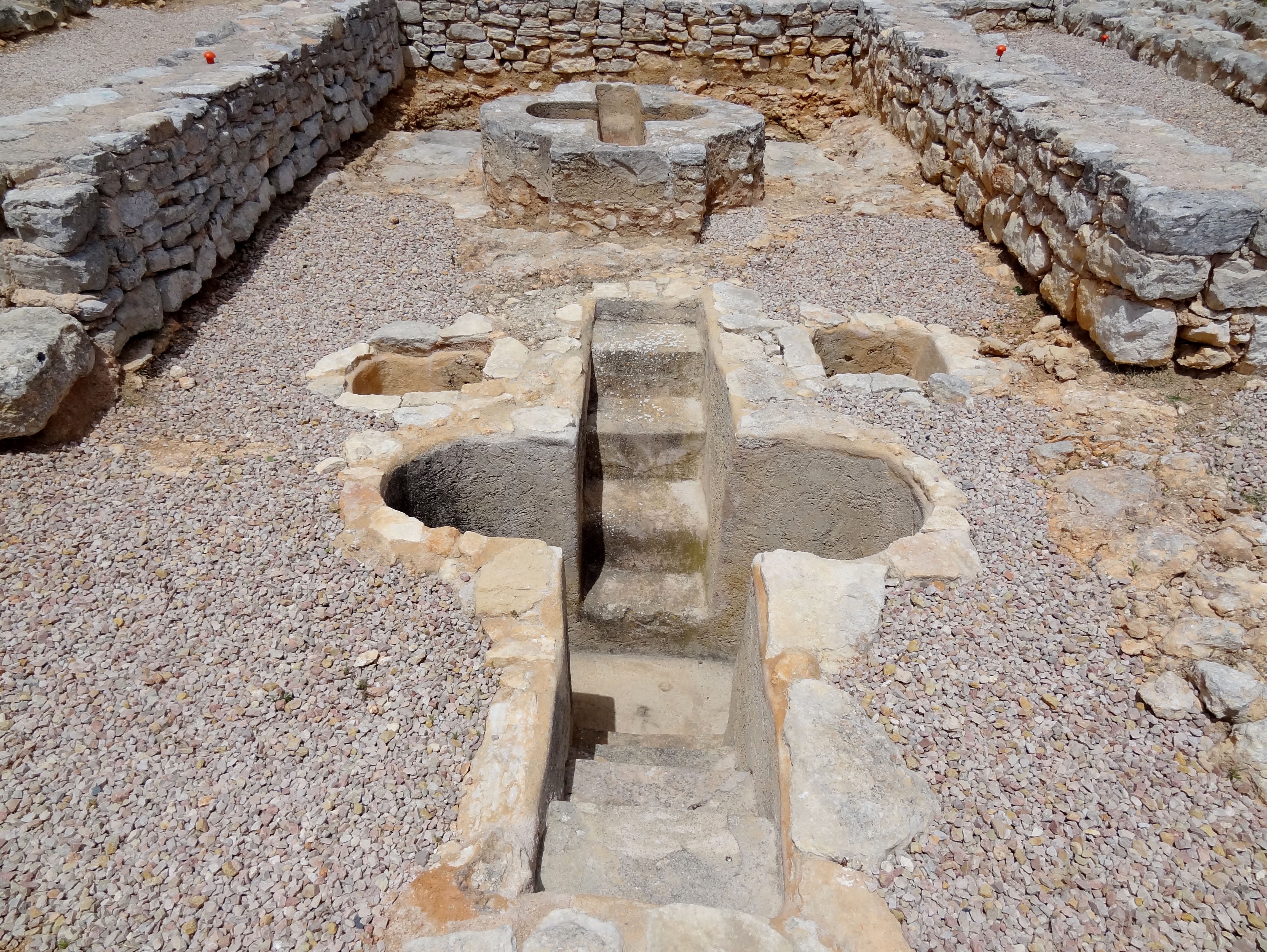
マヨルカ島のギリシア正教会、ソン・ペレト教会の洗礼堂跡

かつてマウレタニアと呼ばれた北アフリカのマグリブで遊牧生活を営んでいたベルベル人は、8世紀より前はキリスト教などを信仰していたようであるが東方から来たウマイヤ朝によるマグリブの征服後、イスラームを受容した:80-93。イスラーム化及びアラブ化したベルベル人であるムーア人とウマイヤ朝軍はイベリア半島を征服した:80-93。バレアレス諸島にも707年にムスリム軍が来襲し、地元の首長が何人かダマスカスまで捕虜として連行された:33。ムスリム軍は一時期南仏まで攻めたが、789年ごろにはフランク王シャルルマーニュにピレネー山脈まで押し戻された。フランク王国の年代記には、セプティマニアを手に入れたシャルルマーニュの宮廷に、バレアレス諸島が海賊の来襲を受けているという知らせが入ったと記されている:33。798年にマヨルカ島のキリスト教の修道会士からもたらされたこの知らせにおいて、海賊は「サラセン人とムーア人」であるとされている。
マヨルカ島はムーア人のイベリア半島征服から150年ほど後れた902年、後ウマイヤ朝のアミール、アブドゥッラーの時代にコルドバに併合される。マヨルカ島のコルドバへの併合の経緯は、イサーム・ハウラーニーという人物が航海の途中、荒天のためやむなく島に寄港した際、島の様子を見てこれを気に入り、バレアレス諸島全体のコルドバへの編入をアミールに具申し、アミールがこれを許したとというものだったとされる。ハウラーニーの「コンキスタ」は小規模な小競り合いだけで終了した。ムスリムとの最初の接触があった707年から903年までを「ビザンツ＝ムスリム時代」と呼ぶ研究者もいる:33。この時代は外部のイスラーム勢力が散発的に権益を主張する一方で、ビザンツ人が優位を保つ社会構造が継続した:33。なお、マヨルカ島はこの時代にゲルマン系のノルマン人による来寇も経験した（869年）:33。ノルマン人はシチリア島に王国を建国する。

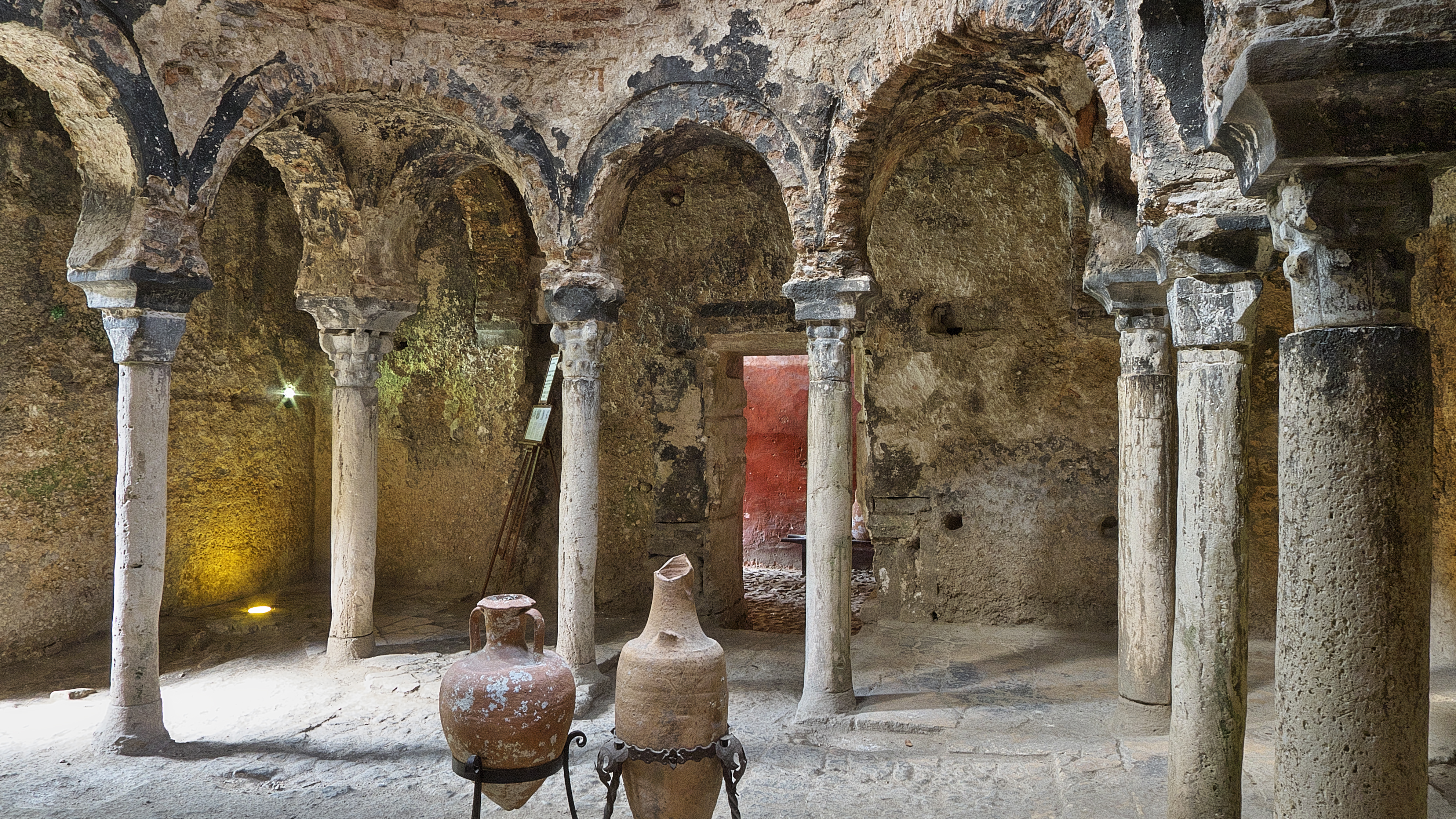
10世紀パルマに建設されたハンマーム（公共浴場）跡

ハウラーニー以後のムーア人の支配者は海賊行為をよく取り締まり、島の商工業を発展させた。政治史上は、後ウマイヤ朝がその後、ターイファ（国）という小王国群に解体・分裂することになり:80-93、マヨルカ島は1015年からデーニアのターイファ国の一部、1087年以後は分離してマヨルカのターイファ国を形成した。しかし、経済上は、アフリカ大陸北岸、イベリア半島、バレアレス諸島がアラブ＝イスラームの文化、商習慣を共有したので、マヨルカ島では貿易が盛んになった。ムーア人はまた、灌漑や有用作物を島に導入して農業も発展させた（cf. アラブ農業革命）。
ターイファ時代には、コルドバ出身の博学者、イブン・ハズムがマヨルカ島を訪れ、地誌を著した。イブン・ハズムの『マヨルカ島地誌』は、12世紀頃までのマヨルカ島の歴史を知るための一級の史料になっている。レコンキスタ以後は商工業が停滞したので、マヨルカ島の民俗・言語・食文化などにはムーア人が支配した時代の痕跡がよく保存されている。

#### 中世後期

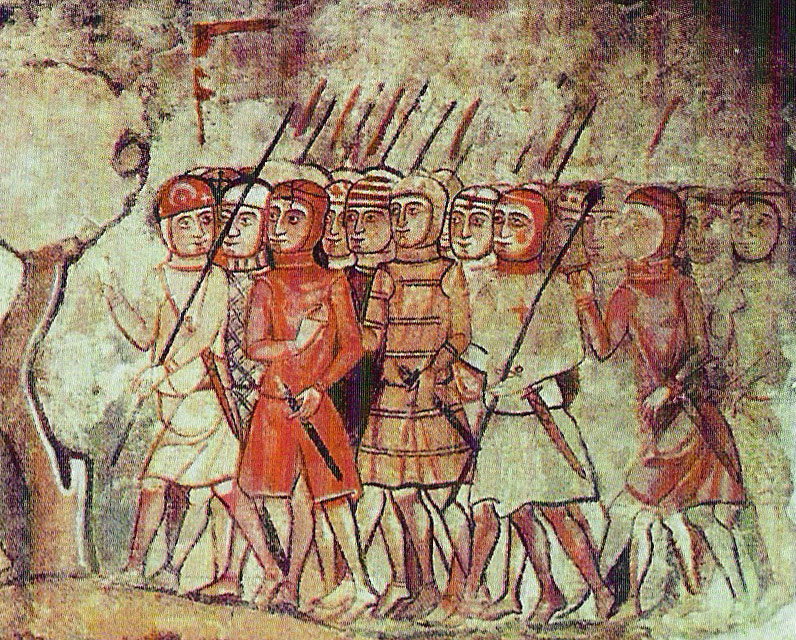
マヨルカ島に遠征するカタルーニャ人を描いたゴシック調の壁画。アルモガバルスを描いたものか?（バルセロナ歴史博物館蔵）

11世紀から14世紀にかけてのイベリア半島の歴史は、宗教的寛容が失われ、カトリック/ムスリム/ユダヤ人の共存が崩壊していく過程でもある。マヨルカ島はこの点、イベリア半島とは少し異なる歴史をたどった。ファナティックなムラービト朝もムワッヒド朝も半島より遅れてマヨルカ島を支配下に入れ、しかもその支配はずっと緩やかであった。
マヨルカ島が半島より100年遅れで宗教的にファナティックなムラービト朝の支配下に入ったきっかけは、カトリック勢力の武力攻撃である。マヨルカ島の繁栄は十字軍の襲撃をひきつけることにもつながった。1114年にバルセロナ伯ラモン・バランゲー3世を盟主としたカタルーニャ君主国群、ピサ共和国、聖ヨハネ騎士団（マルタ騎士団）等が連合してマヨルカ島への十字軍遠征を行った。カトリック連合軍は、イビサ島とマヨルカ島の主都マディーナ・マユールカーを8箇月間包囲した後、交渉の末得た戦利品に満足し、マヨルカ島を占領することなく帰った。マヨルカのターイファはアンダルスの政権ムラービト朝を頼り、マヨルカ島は1116年にムラービト朝の勢力圏内に入った。
以後の120年ほどの間、マヨルカ島にはワーリーという地方代官が置かれ、ワーリーによる半自律的な統治が行われた。ワーリーは、ムラービト朝を興したベルベル系サンハージャ部族の一支族、バヌー・ガーニーヤにより世襲された。アンダルスとマグリブの政権が1144年ごろムワッヒド朝に交替した後はバヌー・ガーニーヤが中央の支配を受けず自立した。ワーリー・イスハークがマヨルカ島を治めた1152年から1185年までの時代は特に繁栄の時代として知られている。
ムーア人やアラブ人にはアラビア語でマディーナ・マユールカーと呼ばれた島の主都は、12世紀終わりごろには人口35,000を数えるようになり、人口規模で見ると当時のバルセロナやロンドンと同等の、西ヨーロッパ有数の大都市であった。マディーナは12の街区に分けられ、地中海によく見られる迷宮都市の様相を呈した。また、ムーア人の支配者は被征服民の信仰については自由に任せたため（改宗させると人頭税を徴収できないため）、マディーナには国際都市の雰囲気が漂った。なお、マヨルカ島繁栄の時代（950年-1150年ごろ）は、西洋史学では中世温暖期と呼ばれている時代に合致する。

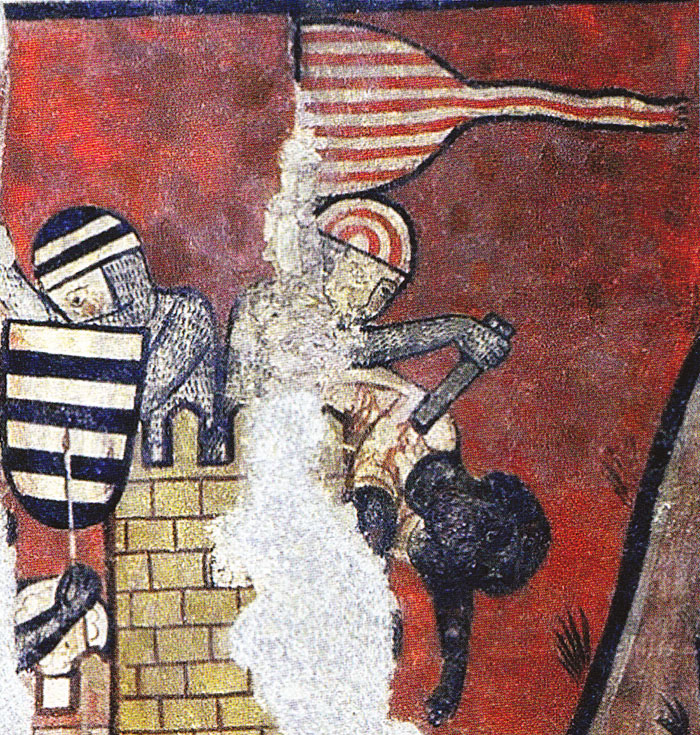
1229年のカタルーニャ軍によるマヨルカ島の征服を描いた壁画。塔の上でムーア人を刺し殺すカタルーニャ兵。

1208年から島を治めたムワッヒド朝のアブー・ヤフヤーが最後のワーリーとなった。マヨルカ島は1229年にアラゴン王国軍の侵略を受け、マディーナ・マユールカーが9月から3箇月間にわたり包囲された後、開城、マヨルカ島の征服が完了した。マヨルカ島の「レコンキスタ」を成し遂げたアラゴン王国は、もともと内陸のカトリック王国であったが、12世紀前半にカタルーニャと連合し強大化した。西ヨーロッパの中世的封建国家は常に封臣に与える封土を必要としたから（cf. レーエン）、若くして王国を受け継いだハイメ（ジャウマ）1世は領土拡大を企図した（これに対してムスリムのイクター制においては土地の所有権はすべて王にあった）。バレンシアとバレアレス諸島、候補は2箇所あったが、貿易をマヨルカ島の商人に支配されていることに不満を持つバルセロナの商人はバレアレス諸島侵攻を支持した。
二十歳そこそこの王による治世はその後、50年近く続いた。パルマ大聖堂の建設や大学設立の準備はこの間に行われた。ハイメ1世はマヨルカ島にバルセロナ慣習法を導入し、バルセロナ人商人に商業特権を与えた。「カタルーニャ語の父」とも呼ばれる哲学者のラモン・リュイは、このレコンキスタ後にマヨルカ島に生まれて、13世紀後半から14世紀初頭に生きた人物である。
ハイメ1世が1276年に亡くなるとその領地は2人の息子が分割相続した。アラゴン王位は兄ペドロが継ぎ、バレアレス諸島とセプティマニアを弟のハイメ（ジャウマ）が相続した。弟ハイメは、マヨルカ王位に就いて、自らの相続した国を独立したマヨルカ王国として成立させた。アラゴン王位がペドロ3世の息子アルフォンソ3世の代になるとマヨルカの武力によるアラゴンへの再統合が試みられたり（1285年。ローマ教皇の介入で失敗）、メノルカ島が征服されたりした（1287年）が、アルフォンソの次にアラゴン王を継いだハイメ2世は、1291年にメノルカ島をマヨルカ王ハイメ2世へ返還した。

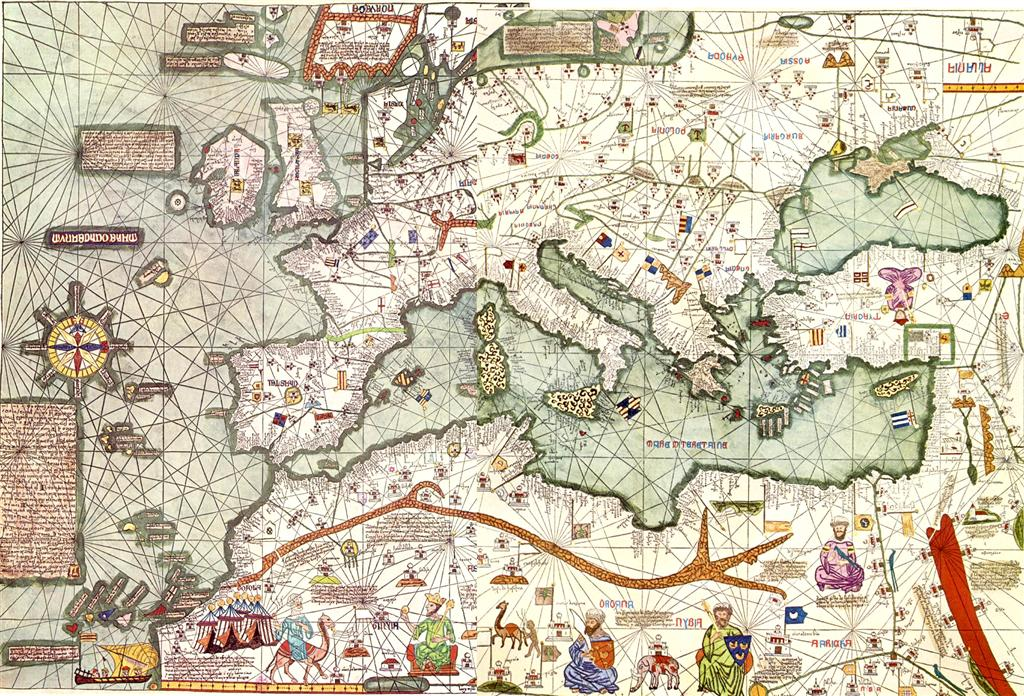
マヨルカ島の地図製作学派の一人、アブラハム・クレスカスによる『カタルーニャ地図』（14世紀）

ハイメ2世の治世は短期間だったものの、歴史学者はこの時代をマヨルカ島の「黄金期」と呼んでいる。ハイメ2世の下で農業、工業、海上交易が発達し、新しい村が数多く築かれた。1309年にはパルマ港を見下ろす丘の上にベルベル城が築かれた。アルムダイナは立派なゴシック様式の宮殿に変えられ、サン・フランセセ修道院の建設が始まったのもこの時代だった。
マヨルカ王ジャウメ2世の息子であるサンス王の治世（1312年-1324年）を経て、1324年から1344年のマヨルカ王ジャウメ3世の治世には経済的な繁栄の時代を迎え、パルマは地中海地域有数の豊かな都市となった。1344年にはアラゴン王ペドロ4世軍がバレアレス諸島を侵略し、3つの島を再度アラゴン王国に組み込んだ。1349年にはジャウメ3世がマヨルカ王国の復活を試みたが、リュックマジョールの戦いで戦死した。
このようにレコンキスタ後もマヨルカ島はイベリア半島側の政権に完全には組み込まれない時期が存在し、アラゴン十字軍、異端審問の盛行、ユダヤ人やモサラベの迫害といったイベリア半島の情勢と距離があった。コルシカ島、サルデーニャ島、シチリア島へと領土を拡張していったアラゴン王国は地中海の海図を必要とし、マヨルカ島のコスモポリタニズムがこれに応えた。13世紀から15世紀ごろまで「マヨルカ島の地図製作学派」というユダヤ人の職人集団が、その幅広い国際的ネットワークを生かして、西方教会圏の西ヨーロッパの知識のみならず、東方教会圏のアナトリア半島や、イスラーム圏の北アフリカやサハラ以南のアフリカの知識をも取り込んだ、当時としては詳細な装飾地図を作成した。これらはカタルーニャ語で書かれ、『カタルーニャ地図』と呼ばれる。

### 近世

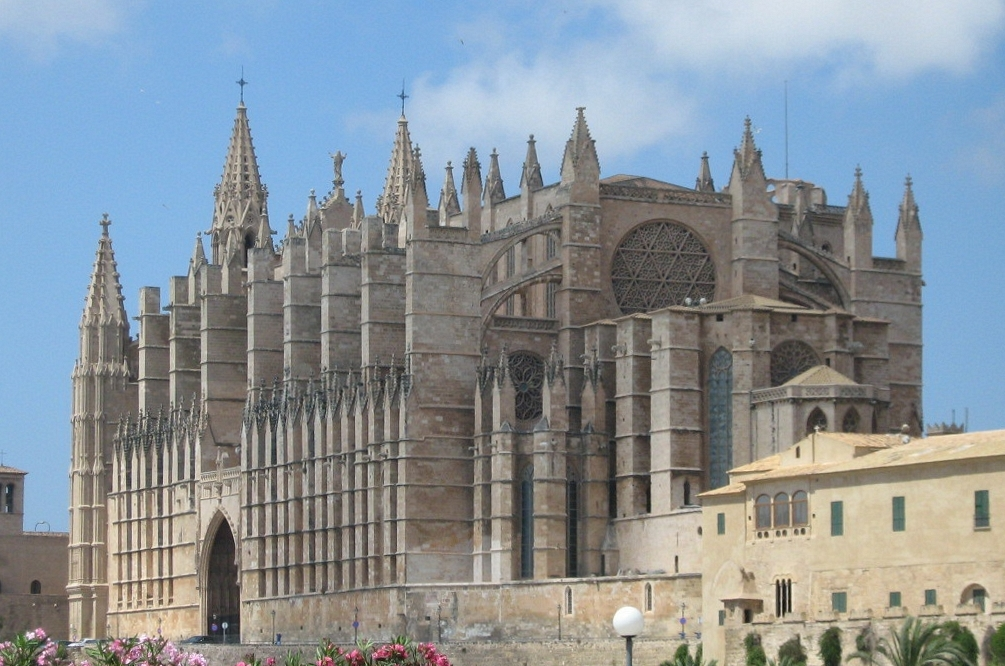
1601年に完成したパルマ大聖堂

1479年にはアラゴン王国とカスティーリャ王国が統合することでスペイン王国が成立した。バレアレス諸島はたびたび北アフリカからやってくるバルバリア海賊に攻撃されたため、諸島の住民は沿岸部に監視塔や要塞教会を建設した。16世紀のマヨルカ島では何度か暴動が起こり、ユダヤ人の異端尋問が行われ、オスマン帝国の脅威にさらされた。このような情勢を受けて1570年には、スペイン王フェリペ2世とその助言者がバレアレス諸島住民の完全な疎開を検討している。17世紀にも交易活動が復興することはなく、疫病によって数千人が亡くなった。中世からルネサンス期のマヨルカ島は地中海貿易の中継地となった。バレンシアから輸出されたムーア人様式の陶器の影響を受けてイタリア各地で作られるようになった「マヨリカ焼き」の語源はマヨルカ島であるとされることもある。

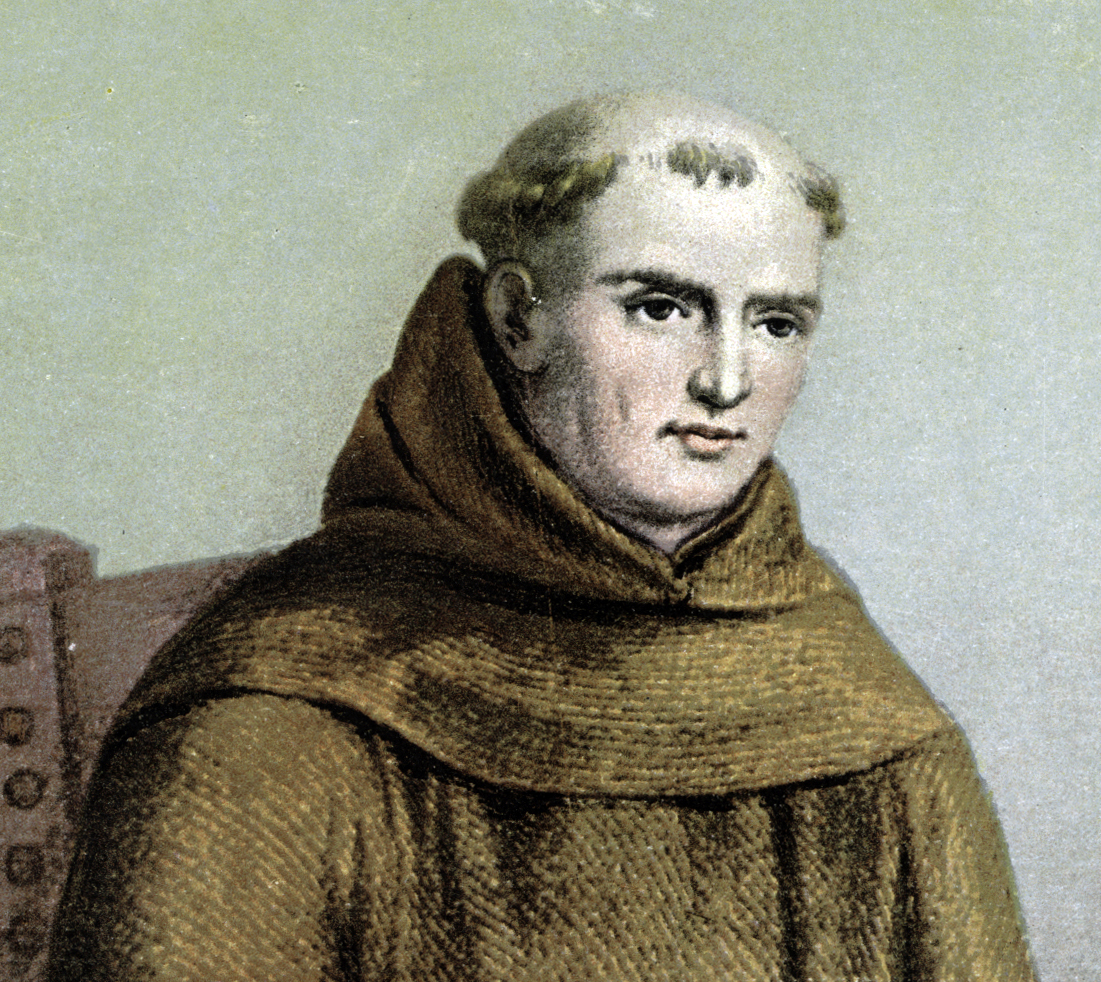
カリフォルニアで布教したフニペロ・セラ神父

18世紀初頭のスペイン継承戦争はスペイン・ブルボン朝が確立した戦争である。この戦争の最終局面ではマヨルカ島の征服が行われ、1715年7月2日にはブルボン艦隊がマヨルカ島に到着してマヨルカ島は降伏した。1716年のヌエバ・プランタ王令によってマヨルカ島はバレアレス県の一部となり、1718年にはマヨルカ島一般議会が解散させられている。ブルボン朝の下で公的な言語がカタルーニャ語からスペイン語に置き換えられ、さらには飢饉、干ばつ、疫病がマヨルカ島の住民を苦しめた。18世紀に生きたマヨルカ島出身人物としてフランシスコ会修道士のフニペロ・セラがおり、セラ神父はアメリカ大陸のアルタ・カリフォルニアでの布教に大きく貢献した。

### 19世紀
1808年から1813年のスペイン独立戦争時には、フランスに近いカタルーニャ地方からマヨルカ島に難民が流入し、社会的・政治的な緊張状態が高まった。1820年から1822年には北アフリカのアルジェリアや南アメリカに大規模な移民が行われた。1837年にはマヨルカ島とイベリア半島の間に初めて定期船（蒸気船）が就航した。19世紀にはマヨルカ島にもブルジョアが誕生し、社会変革のうねりが起こった。パルマ近くの湿地帯は干拓され、新たに造成された土地は農地となった。カタルーニャ語の復権を試みる地域主義が芽生えた。
1857年から1887年の期間には農業と工業が発展したために人口が急増したが、その後の10年間にはバレアレス諸島全体で経済が低迷して人口が減少した。害虫フィロキセラの流行によって成長著しいワイン産業が大きな打撃を受けた。さらに1898年の米西戦争でスペインが植民地を喪失したことで、マヨルカ島では造船業も打撃を受けた。繁栄の時代は終わりを迎え、この時期にはマヨルカ島の住民の多くがイベリア半島本土やアメリカ大陸に移住した。

### 20世紀

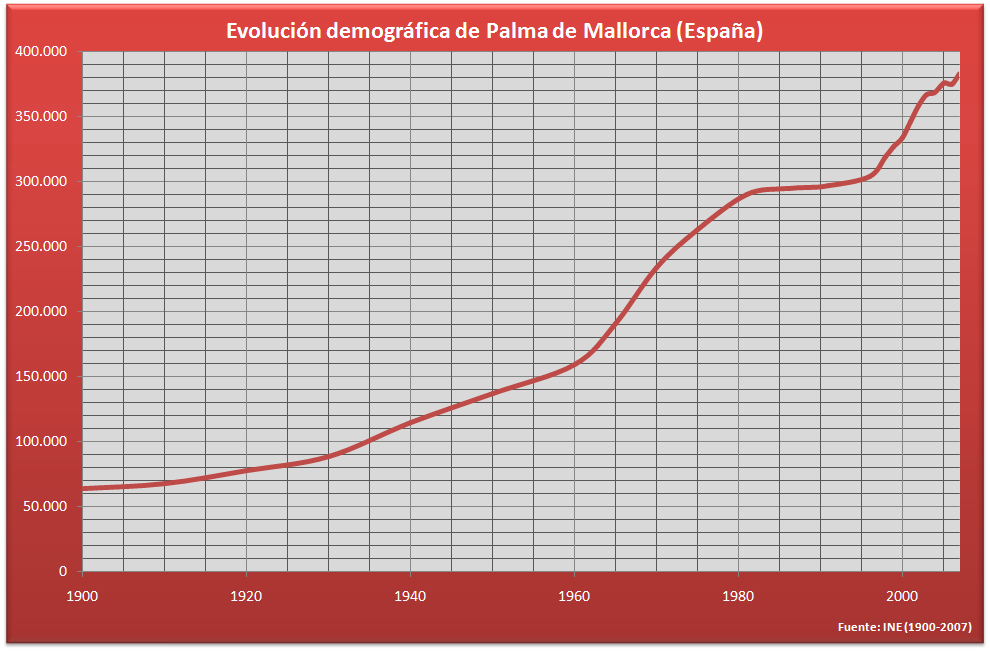
パルマの人口変動(1900–2005)

1936年7月のスペイン内戦開始時にマヨルカ島はナショナリスト派の牙城だったが、8月16日には共和国派がナショナリスト派を駆逐して島を救うことを目的とした上陸作戦の対象地となった。共和国軍はナショナリスト軍を圧倒して12km内陸まで押し込んだが、空軍力に優れたナショナリスト派は主にイタリア空軍をマヨルカ島に派遣し（イタリアのマヨルカ占領）、共和国軍は退却と9月12日の完全撤退を余儀なくされた。この出来事はマヨルカの戦いとして知られている。フランコ体制下のマヨルカ島の政治的状況はイベリア半島本土と変わらなかった。
1960年代には観光ブームが起こり、数多くのホテル、マンション、ショッピングセンターが建設された。20世紀の観光ブームは、スペイン本土、ヨーロッパ、南アメリカ、アフリカからやってきた移民による人口増加が要因であるとされている。スペイン1978年憲法が制定されて「自治州」設置の扉が開かれると、1983年にはバレアレス諸島自治憲章が制定されてバレアレス諸島州が発足し、バレアレス諸島州にある3つの島評議会のひとつとしてマヨルカ島評議会が設立された。21世紀にはミラー計画と呼ばれる都市再開発の下で、欧州連合(EU)外の特にアフリカと南アメリカから移民労働者を引き寄せた。今日のマヨルカ島住民は概して高い生活水準にある。

## 自然

### 動植物

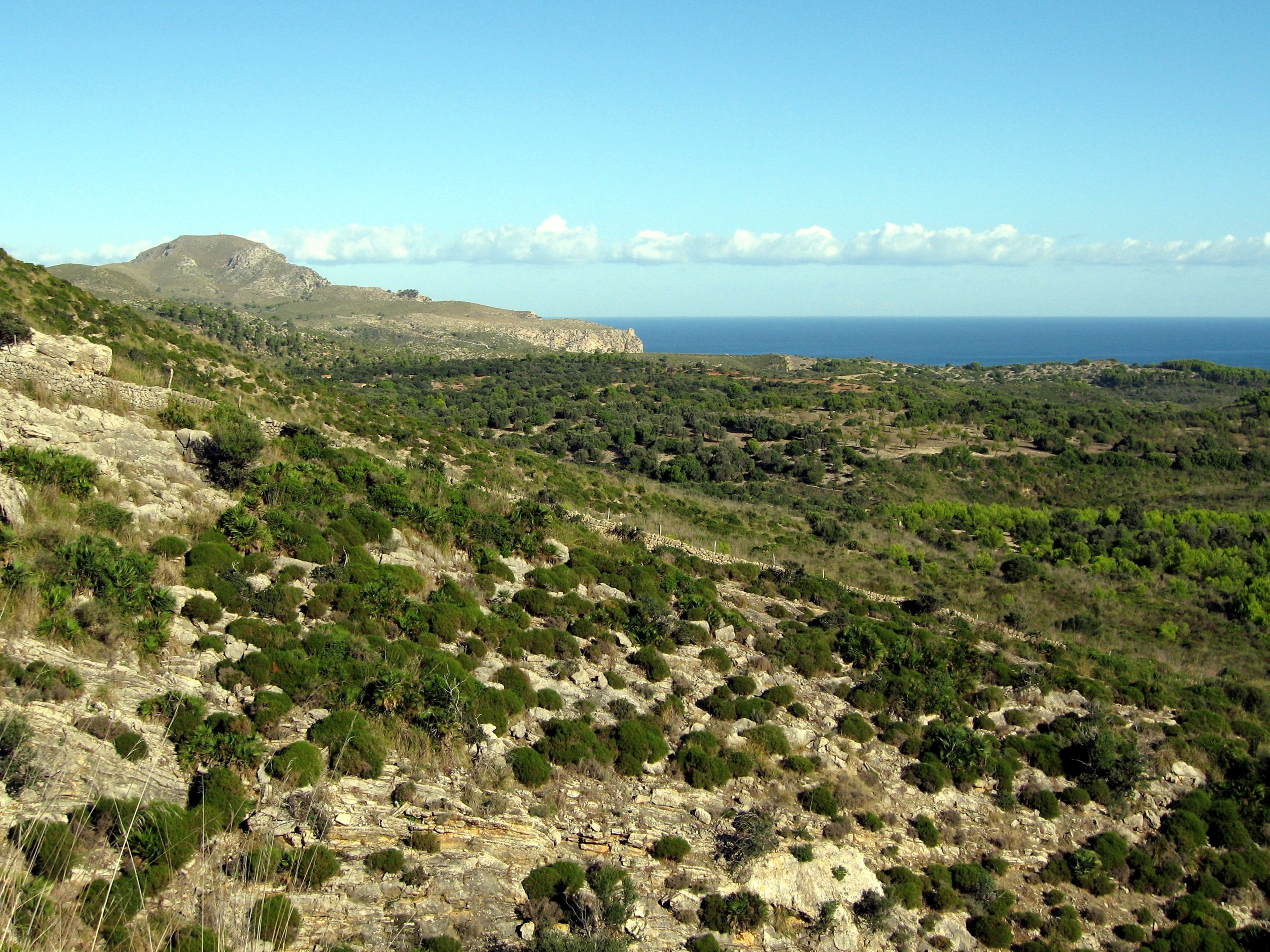
リェバン半島自然公園

海水面が低下した氷河期にはマヨルカ島とメノルカ島が陸続きだったため、動植物相にはメノルカ島との類似性が見られる。一方で、マヨルカ島などのジムネジアス群島と、イビサ島などのピティウザス群島が陸続きだったことはない。もっとも小さな野生の哺乳類はハツカネズミやトガリネズミであり、もっとも大きな哺乳類はジャコウネコである。鳥類は哺乳類よりも豊富であり、2,000種以上が生息または渡りの際にマヨルカ島を使用している。特に島の北部でバードウォッチングが流行している。
マツ、クロウメモドキ科、ローズマリー、野生のオリーブ、Pistacia lentiscus（マスティック）、Chamaerops humilis（シュロの一種）などがマヨルカ島の主要な植生である。山地ではハンニチバナ科やラベンダーが卓越しており、山地の高降水量地域ではコルクガシが残っている。海岸部の砂丘にはオオハマガヤ属が生えている。人間によって導入されていない植物で衰退傾向にないのはマツのみであり、それは人間の手が加わっているためである。
マヨルカ島は降水量が少なく、一年を通じて水を湛える河川が存在しない。さらには20世紀後半の灌漑農業や観光開発などで水需要が増大した結果、水資源の逼迫が取りざたされている。1972年にはトラムンターナ山脈の南麓にゴルク・ブラウ貯水池とクバ貯水池が建設されたが、1994年と1997年の渇水時にはそれぞれ700万m2の真水がスペイン本土からマヨルカ島に海路で輸送された。1999年にはパルマ海水淡水化施設が稼働を開始したが、高い環境負荷などが批判の対象となっている。2001年にはバレアレス諸島水利計画（1996年策定）が発効され、長期的な水資源開発・利用計画に取り組んでいる。水質汚染問題の例として、環境的に「死んだ」サンタ・ポンサ湾が挙げられる。

## 文化

### ショパンとサンド

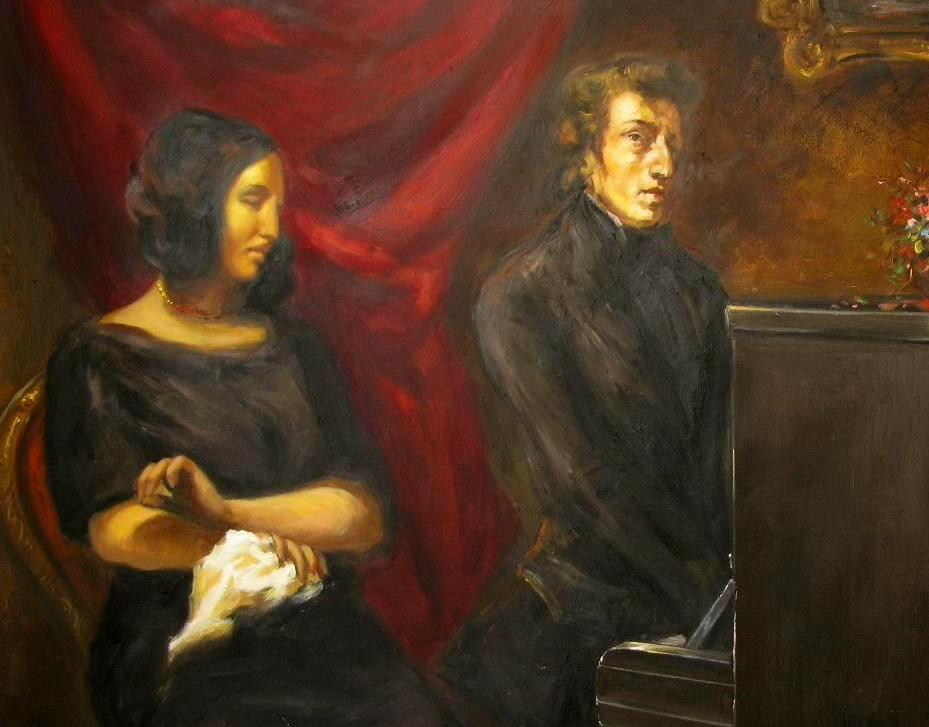
ショパンとサンド

音楽家のフレデリック・ショパンはマヨルカ島とかかわりが深い。1838年から1839年の冬、ショパンとフランス人作家のジョルジュ・サンドはマヨルカ島のバルデモーサに滞在した。ショパンは結核が悪化しており、乾燥していて太陽も多いバレアレス諸島で療養するよう医者に勧められたためだとされる。
マヨルカ島での冬はショパンにとって生産的な期間であり、1835年に書きはじめていた「雨だれのプレリュード」を完成させたのはマヨルカ島で過ごしていた1839年1月のことだった。また、マヨルカ島では「バラード第2番」、「2つのポロネーズ」、「スケルツォ第3番」に着手した。バルデモーサ修道院にはショパンの記念館があり、スコアや原稿などが展示されている。1855年、サンドはマヨルカ島での経験を小説『マヨルカの冬』に書いた。

### 墺大公サルヴァドール

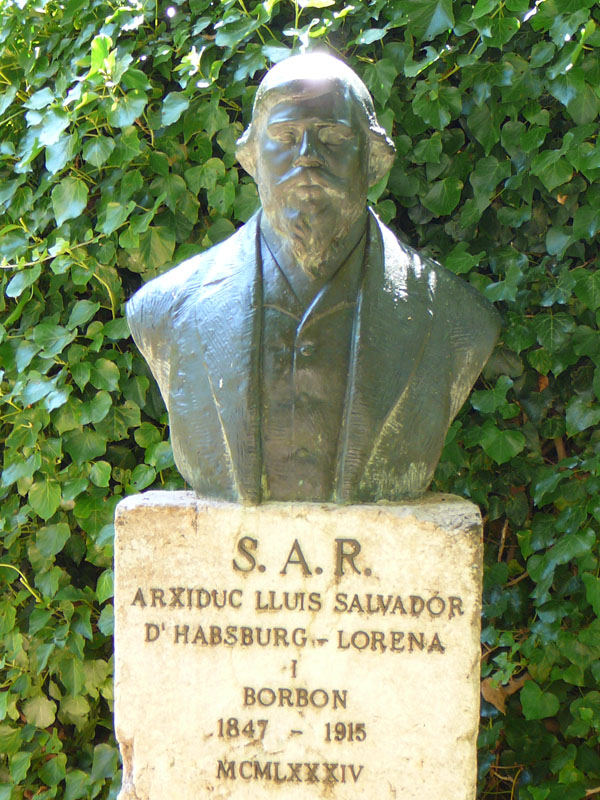
マヨルカ島にあるサルヴァドールの銅像

オーストリア大公ルートヴィヒ・サルヴァドールはバレアレス諸島観光の先駆者だった。サルヴァドールはノイエンドルフ (Neuendorf) 伯だった1869年に初めてバレアレス諸島を訪れると、マヨルカ島を愛してマヨルカ島住民からも愛された。マヨルカ島出身の女性と結婚し、マヨルカ島で22年間暮らした。自然保護や娯楽を目的として自然地域を購入しており、今日ではいくつかのトレッキングルートにサルヴァドールの名が冠されている。サルヴァドールはカタルーニャ語を学び、動植物、歴史、文化の研究を行うと、バレアレス諸島に関する極めて包括的なコレクションである『Die Balearen』全7巻を発表した。

### 文学
イギリス人小説家のアガサ・クリスティは20世紀初頭にマヨルカ島を訪れ、パルマとポリェンサ港に滞在した。彼女が1939年に著した『黄色いアイリス』の中には短編『ポリェンサ海岸の事件』が含まれている。アルゼンチン人作家のホルヘ・ルイス・ボルヘスは、家族とともに2度マヨルカ島を訪れ、コミュニティ誌『バレアレス』に「エストレーリャ」（1920年）と「大聖堂」（1921年）という2編の詩を寄稿した。「大聖堂」はパルマ大聖堂への称賛を表した詩である。ニカラグア人詩人のルベン・ダリオは小説『El oro de Mallorca』（マヨルカ島の金）や『La isla de oro』（金の島）と呼ばれる何編かの詩を書いた。

### 芸術

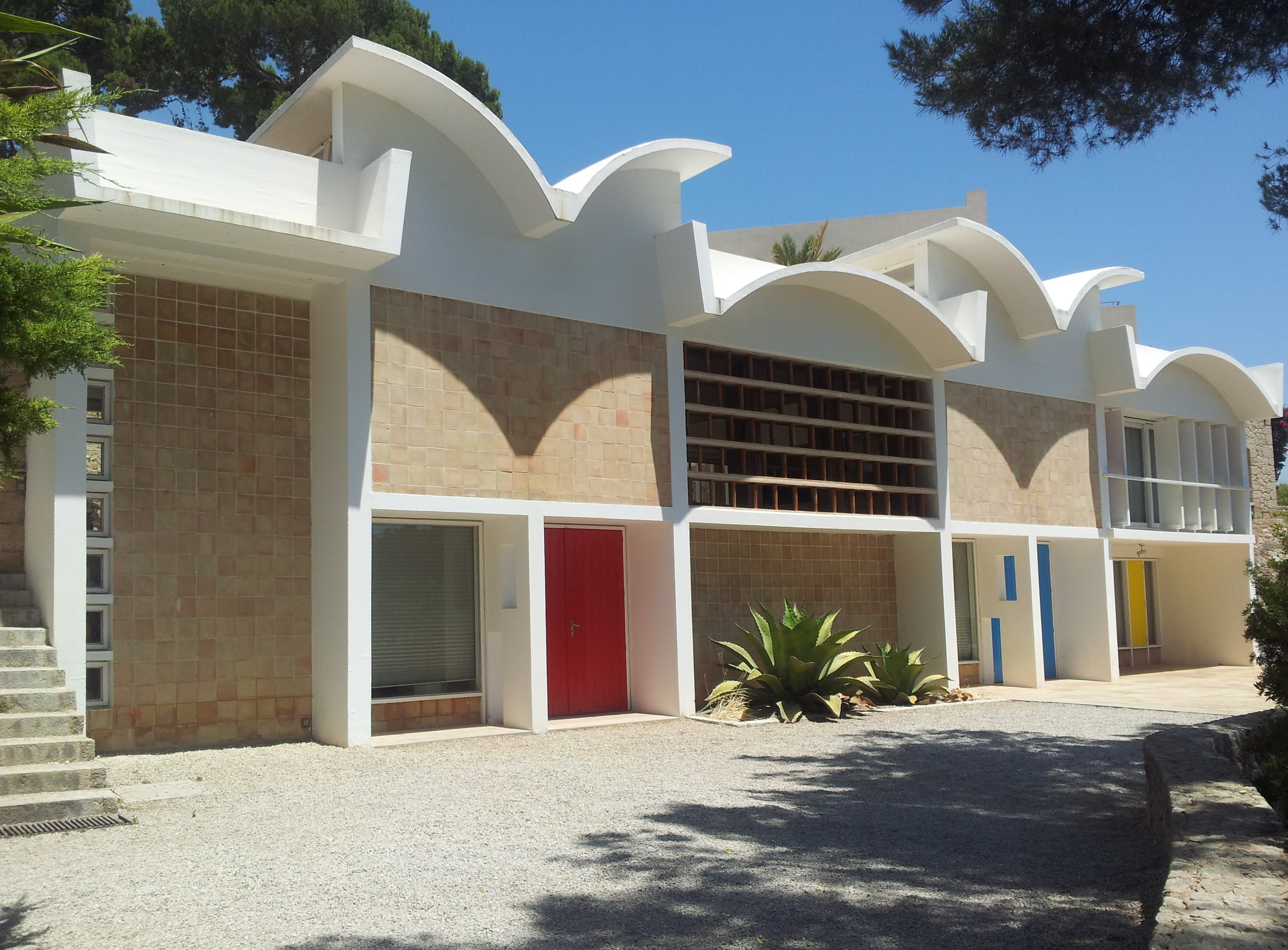
ピラール・イ・ミロ財団美術館

カタルーニャ人画家のジョアン・ミロは生涯を通じてマヨルカ島と密接に関係している。ミロ自身はバルセロナ出身だが、ミロの母親はマヨルカ島出身である。さらに、1929年にはパルマでマヨルカ島出身のピラール・フンコーサと結婚し、1954年にはマヨルカ島に定住した。ピラール・イ・ミロ財団美術館はかつてミロが住んでいた家であり、マヨルカ島でもっとも入館者数の多い博物館である。多くの絵画や彫刻が展示されているほかに、ミロの制作風景を模したアトリエもある。近年にはパルマにアス・バルアード近現代美術館が開館し、幅広く興味深いコレクションを有している。アルクーディア周辺には、ポリェンサ・モノグラフ博物館、教会博物館、ヤニック・イ・ベン・ジャコバー財団美術館という、3つの美術館・博物館がある。ポリェンサ、ベニサール、アングラーダ・カマラサ、ティト・シタディーニ、アダン・ディレ、ソローリャには美術学校がある。現代スペイン美術界でもっとも有名なマヨルカ島出身者はミケル・バルサローであり、バルサローは2003年にアストゥリアス皇太子賞芸術部門を受賞した。

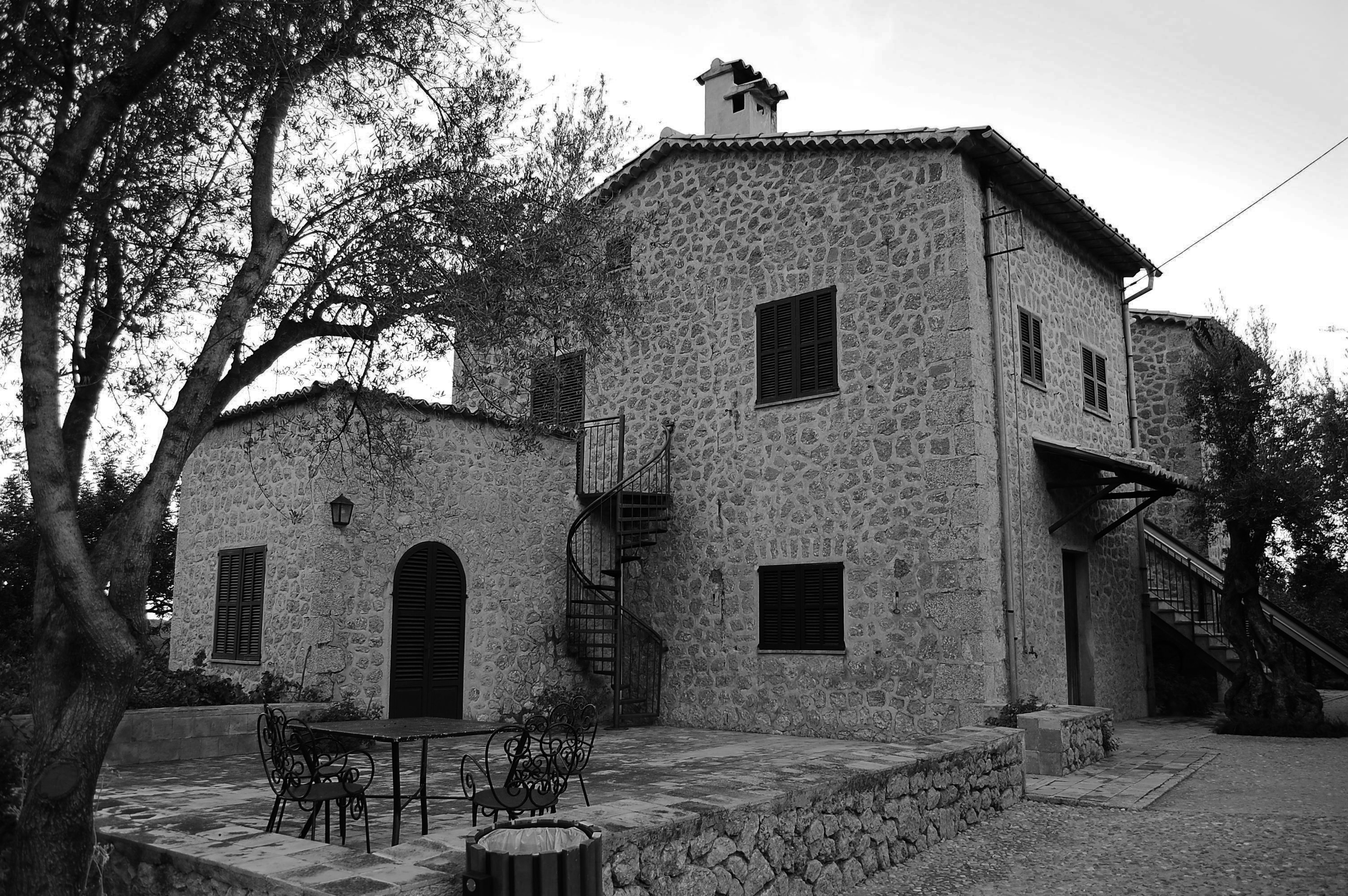
デイアにあるグレーヴスの自宅

トラムンターナ山脈は芸術家に人気がある地域であり、長くデイアに住んだロバート・グレーヴスはパブロ・ピカソやアレック・ギネスなど多くの友人を招待した。ピーター・ユスティノフはマヨルカ島北部に恋し、毎年オテル・フルマントールに滞在した。イタリアの未来派画家・彫刻家であるアリギ・サッスは1963年にポリェンサ近郊の村に移り住み、2000年にポリェンサで死去した。アルクーディアのロータリーにはサッスが制作した巨大な馬の彫刻が設置されている。
2011年にはマヨルカ発展国際映画祭が創設された。毎年11月に世界各国から映画製作者・プロデューサー・監督などを集め、パルマのプリンシパル劇場が主会場となる。

### 祭礼
エジプト人、フェニキア人、ローマ人、ムーア人、ユダヤ人、カタルーニャ人と、マヨルカ島には歴史的に異なる文化を持つ民族が住んでいたため、異なる背景を持つ文化行事が行われる。マヨルカ島の住民の99%はカトリックである。マヨルカ島の全地域では12月25日にクリスマスが祝われ、クリスマスイブには教会でイエスの誕生が祝福される。1月6日には東方の三博士の行列が行われ、1月17日には聖アントニオの祭礼が開催される。聖週間には馬車のパレードが開催され、この日のためにエンパナーデスと呼ばれるペイストリーが作られる。6月29日は漁師が存在するほぼすべての沿岸自治体で、漁師の守護聖人である聖ペドロとカルメルの聖母の祭礼が行われる。特にクリスマスイブでのシビュラによる聖歌の詠唱は2010年にユネスコの無形文化遺産に登録された。
マヨルカ島にはバイ・デ・ボットまたはバイ・デ・パジェスと呼ばれる伝統的な舞踊があり、この舞踊は男性ではなく女性がリードする。

### スポーツ

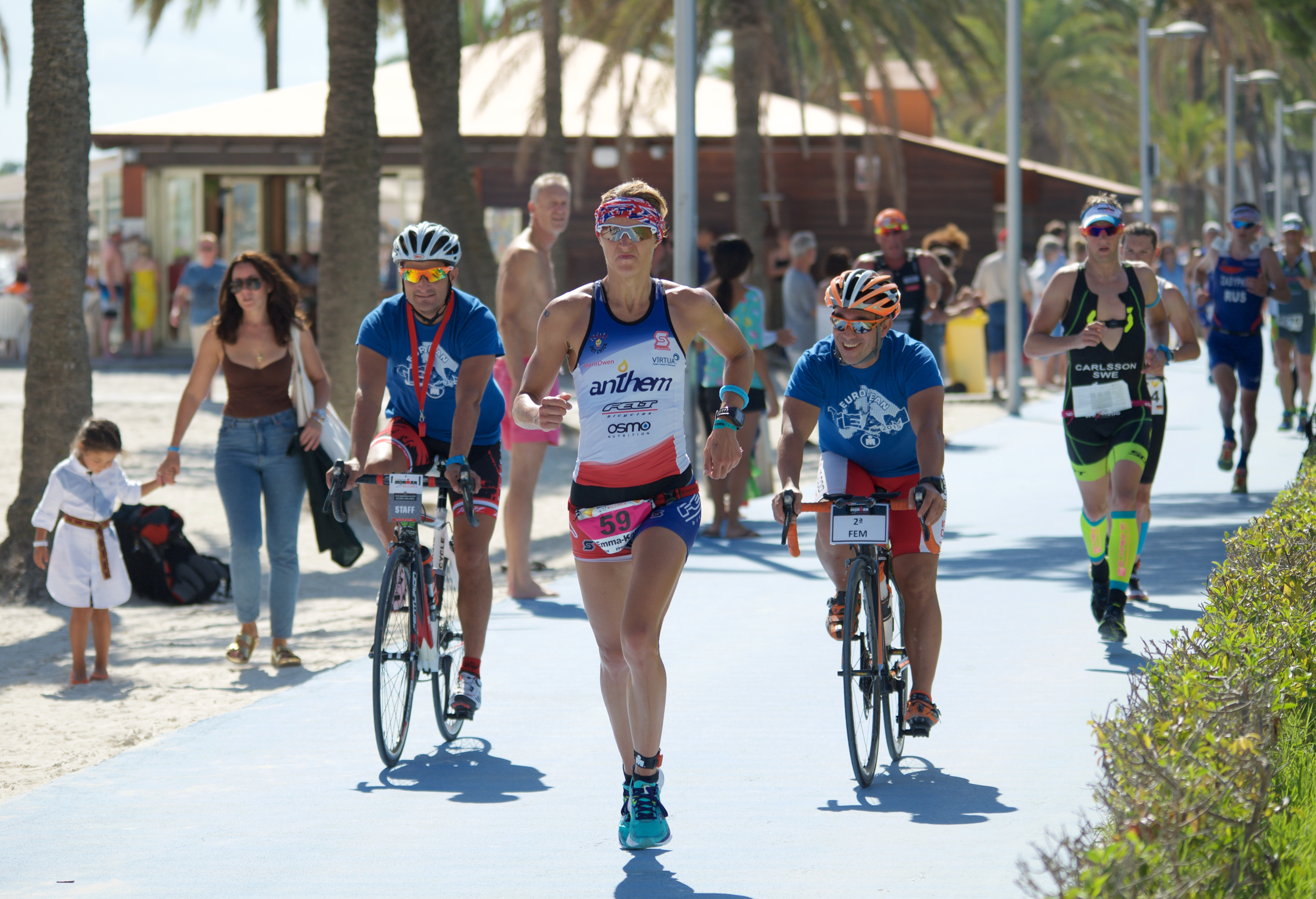
アイアンマン・マヨルカ

オープンウォータースイミングの国際大会、トライアスロンの国際大会（アイアンマン・マヨルカ）、国際エアロビ&フィットネス会議などのスポーツ大会がマヨルカ島で開催される。9月に開催されるオープンウォーターズスイミング大会は島北部が舞台であり、約7kmのポリェンサ湾を泳ぎきる必要がある。ダビド・メカやシャビ・トーレスなどの著名な水泳選手が出場したこともある。アイアンマン・マヨルカはプッジ・マジョーをも舞台（自転車）とするトライアスロン大会である。
マヨルカ島は冬でも温暖であり、尚且つ高地トレーニングができるだけの山岳地帯も有するという自転車競技に理想的な条件を持っている。このことから冬季にはヨーロッパを代表する自転車競技チームがトレーニングのために訪れる。
また、2月には「全4ステージのステージレース」ではなくあくまでも「ワンデーレースが4日連続で行われる」として扱われることで知られるチャレンジ・シクリスタ・マヨルカが開催される。
マヨルカ島には19のゴルフコースがあり、マイケル・ダグラス、ジャック・ニコルソン、ジョン・トシャック、ヨハン・クライフ、ブリジッタなどが島内のゴルフコースを回った。マヨルカ島はスペインで闘牛が盛んな地域ではないが、豊かな闘牛の伝統と多くの支持者を持っている。マヨルカ島にはパルマ、ムーロ、ファラニチュ、インカ、アルクーディアに闘牛場が存在し、夏季には全土で闘牛が開催される。

## 食文化

### マヨルカ料理

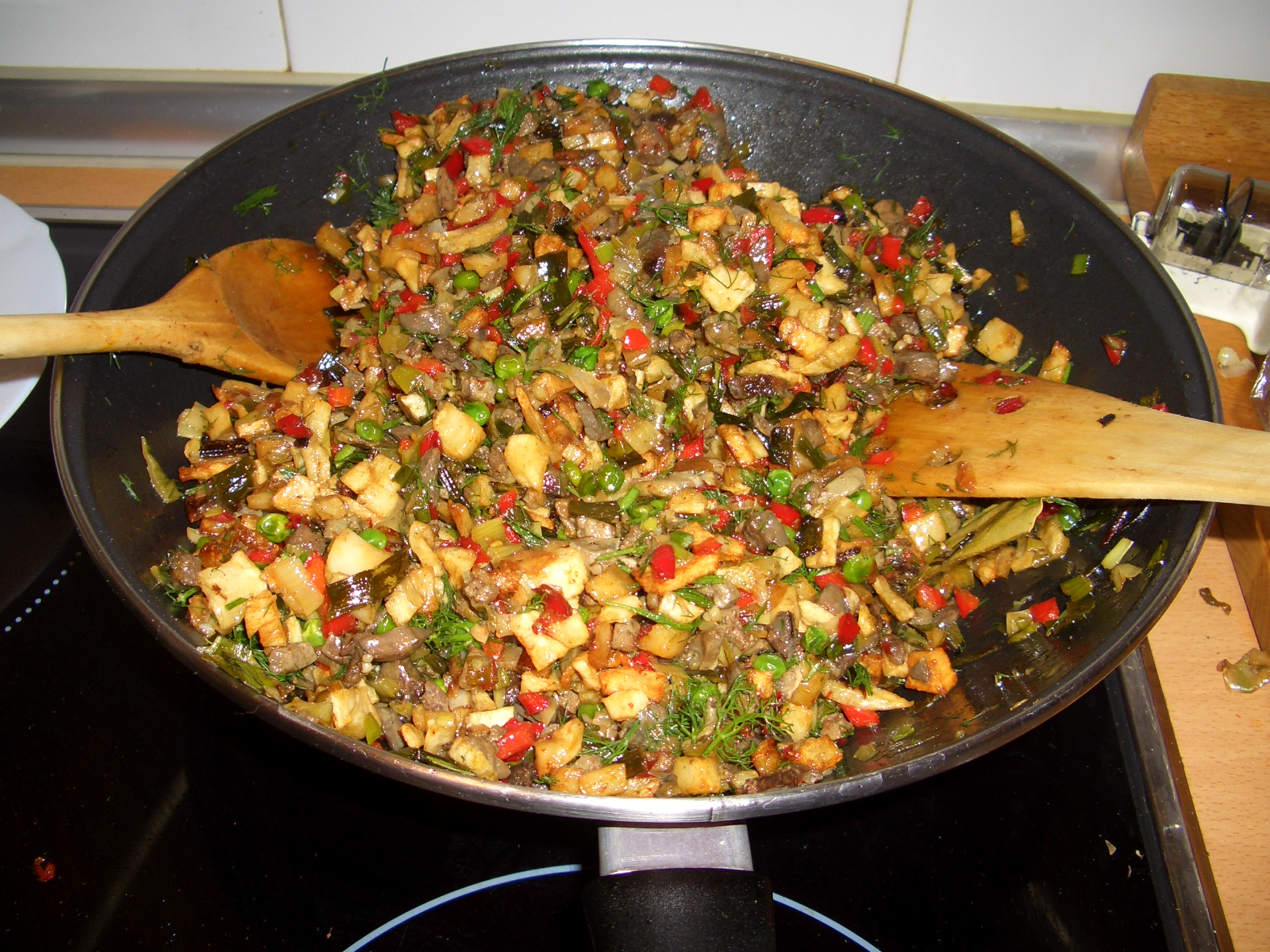
マヨルカ風野菜の煮込み

バレアレス諸島やマヨルカ島の料理は地中海料理に含まれ、伝統的にオリーブオイルとラードによって味付けがなされている。ラードは伝統的なブタの屠殺方法を用いて生産され、豚肉も部位ごとに様々な料理に使用されている。特徴的なマヨルカ料理のひとつに、細かく刻んだパン、肉の切れ端、野菜などが入っているソパ・マヨルキーナ（マヨルカ風野菜の煮込み）が挙げられる。

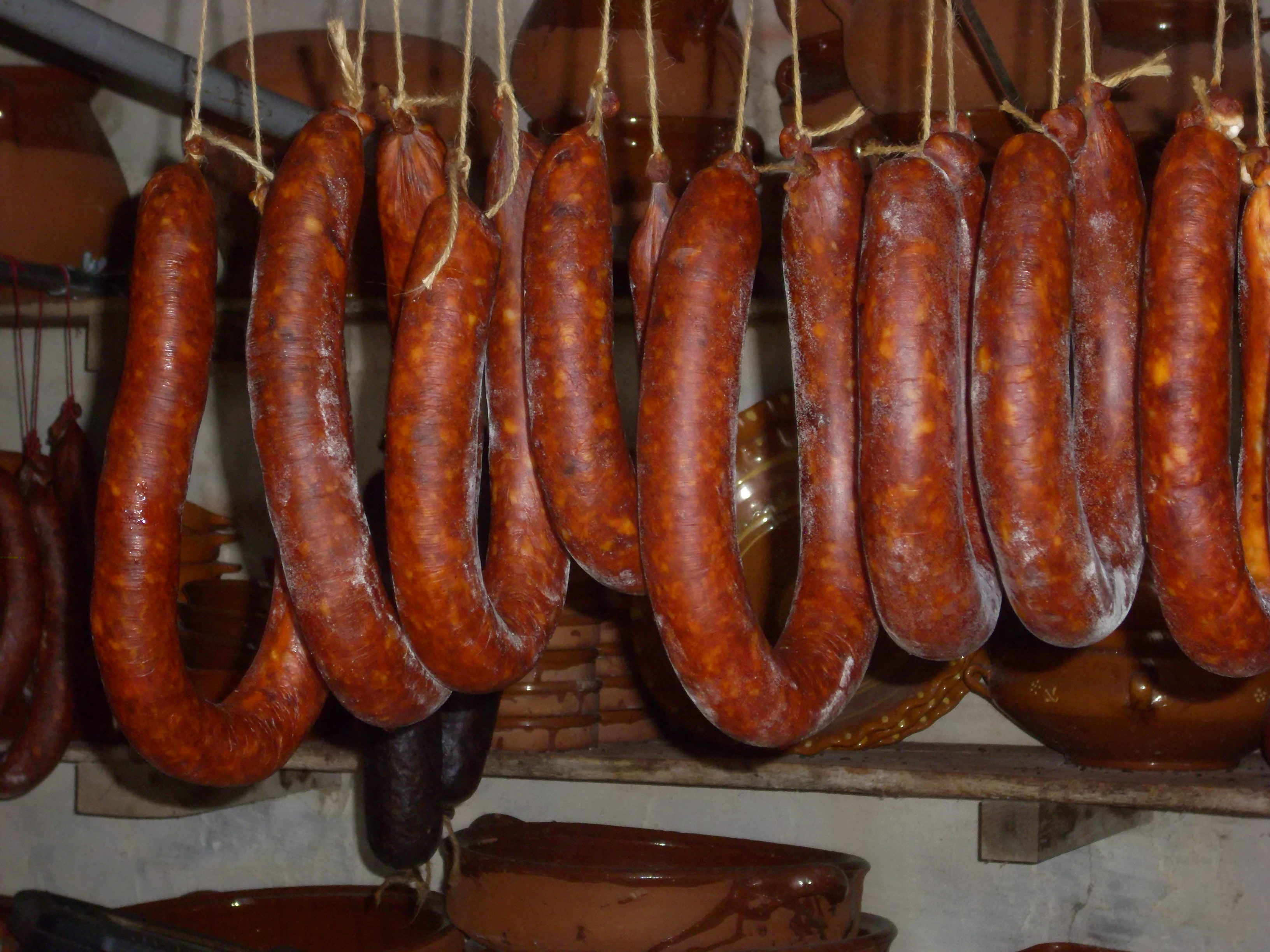
バレアレス諸島のソブラサーダ

マヨルカ島を象徴する食材としてオリーブとアーモンドがある。伝統的な食後の軽食としてゼリーやジャムを塗ったブレッドスティックがあり、ゼリーとジャムの輸入量が多い。マヨルカ料理には豚肉のソーセージであるソブラサーダ（チョリソの一種）、アロス・ブルット（鶏肉・豚肉・野菜を加えたサフランライス）などがある。
バレアレス諸島産のチーズはイスラーム支配時代でも尊重されたが、イギリス支配時代に生産量が拡大した。牛乳を用いた箱型のチーズであり、保存のために皮が黄色または橙色をしている。隣接するメノルカ島のマオー・チーズはバレアレス諸島でもっとも人気のあるチーズであり、1985年に原産地呼称(DO)に認定された。

### ワイン
ローマ人がマヨルカ島にブドウの苗を持ちこんだことで、マヨルカ島のワイン生産の伝統が始まった。今日では数百ヘクタールのブドウ畑があり、白ブドウ品種ではモイ種、マカベオ種、パレリャーダ種、黒ブドウ品種ではマント・ネグロ種、カリェット種、テンプラニーリョ種、モナストレル種などが栽培されている。
マヨルカ島でもっとも著名なワイン産地は中央部のビニサレムである。500年前から優れたワインを生産しており、20世紀後半におけるマヨルカワインの復活はビニサレムで起こった。1990年代初頭には原産地呼称産地(DO)に指定された。ビニサレムの他の産地としてはプラ・イ・リェバンなどがあり、マヨルカ島中央部から東部にかけての18自治体で伝統的手法によるワインを生産している。近年になってアルクーディア周辺でもブドウ栽培が再開され、マヨルカ島北東岸の17村で産地を形成している。今日ではビニサレム (DO)とプラ・イ・リェバン (DO)の2つの産地がスペインの原産地呼称制度であるデノミナシオン・デ・オリヘン(DO)に指定されている。

### パン

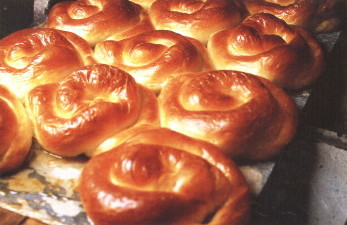
エンサイマダ

マヨルカ島ではエンサイマダと呼ばれるペイストリーの伝統があり、ジュゼップ・プラは「この国（スペイン）の菓子の中でもっとも軽く、もっとも繊細で、もっとも優美なもの」と称えた。エンサイマダの起源は不明だが、イスラーム支配時代やマヨルカ島のユダヤ人に関連しているとされることもある。初めて文献に登場するのは17世紀に遡り、長年に渡ってこの島で食されている。
エンサイマダは小麦粉、水、砂糖、卵、スターター生地、ラードを主材料とし、発酵と焼成後に粉砂糖が振り掛けられる。近年にはパンプキンジャム、クリーム、アーモンド、チョコレート、果物などがトッピングされることもある。大きさや重さは多様であり、大家族が集まった時にはデザートとして巨大なエンサイマダが食べられる。アルクーディアではほぼすべてのバルやカフェでエンサイマダを注文することができ、それぞれのバルやカフェは自前のオーブンで焼いている。1996年には「マヨルカ島のエンサイマダ」という名前の使用が保護され、2003年4月にはバレアレス諸島州政府が地理的表示(GI)を承認した。

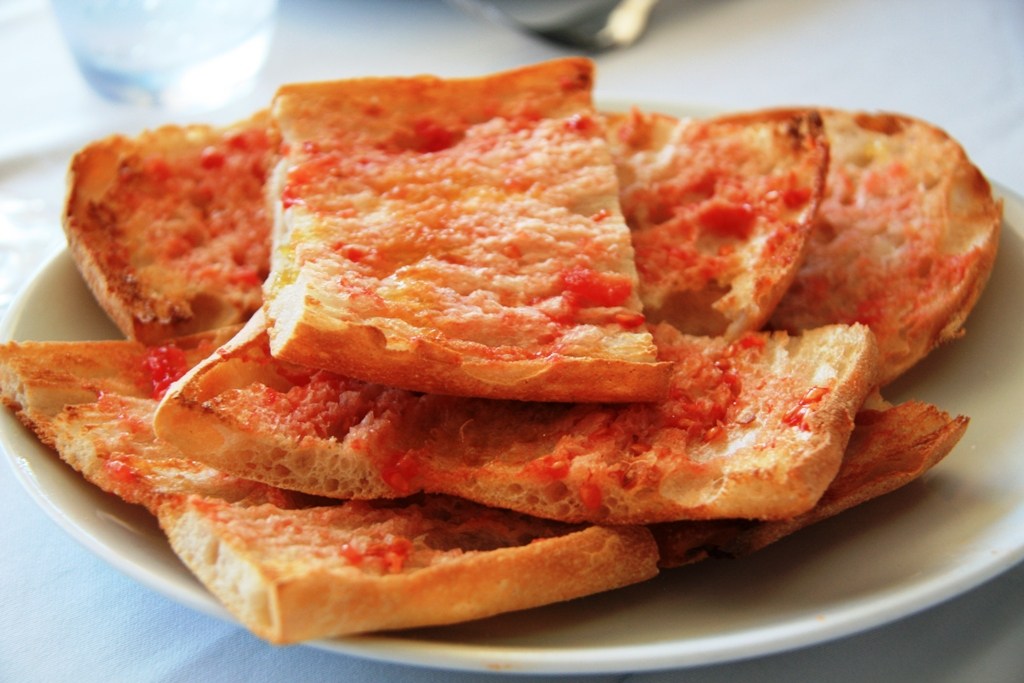
パム・ボリ

パム・ボリ（パ・アム・トゥマカット）はパンにトマトを塗り付けた簡素なカタルーニャ料理であり、マヨルカ島ではラマリェット種と呼ばれる果皮の薄い地元品種が使用される。トマト以外にはたっぷりのオリーブオイルとひとつまみの塩を振りかけ、トーストしたりニンニクを塗ったりすることもある。しばしばソーセージやチーズも乗せて食べられる。

### オリーブオイル
マヨルカ島はオリーブの栽培の長い歴史を持っており、オリーブオイルの生産とその消費の歴史も長い。オリーブの木は主にトラムンターナ山脈の南斜面で栽培され、強い風味を持つのが特徴である。マヨルカ島産のオリーブオイルの認知度は諸島の内外で高く、17世紀から19世紀には経済面で重要な役割を果たした。1888年のバルセロナ万国博覧会ではマヨルカ島産のオリーブオイルが二等賞を受賞し、諸島外で認知されるようになった。2002年には原産地呼称(DO)に認定されている。収穫期の早い段階で摘むことで果実味を強調したタイプ、完熟させたオリーブを使用することで黄金色や甘さを強調したタイプの2種類がある。

## 行政

マヨルカ島評議会の紋章

### 地域政府
1983年にはスペインに17ある自治州のひとつとしてバレアレス諸島自治州が発足し、マヨルカ島はその一部となった。バレアレス諸島州は州議会、州政府、州首相、州立高等裁判所を有している。
バレアレス諸島州はマヨルカ島評議会、メノルカ島評議会、イビサ島評議会、フォルメンテーラ島評議会の4評議会の集合体であり、マヨルカ島評議会はマヨルカ島とカブレラ島を管轄している。マヨルカ島評議会はマヨルカ島内の文化、道路、鉄道、市政などを担当している。マヨルカ島にある各自治体は独自の自治体議会を有している。マヨルカ島の歌はラ・バランゲーラである。
マヨルカ島評議会
| マヨルカ島評議会の政党別議席数推移(1979-2019) | マヨルカ島評議会の政党別議席数推移(1979-2019) | マヨルカ島評議会の政党別議席数推移(1979-2019) | マヨルカ島評議会の政党別議席数推移(1979-2019) | マヨルカ島評議会の政党別議席数推移(1979-2019) | マヨルカ島評議会の政党別議席数推移(1979-2019) | マヨルカ島評議会の政党別議席数推移(1979-2019) | マヨルカ島評議会の政党別議席数推移(1979-2019) | マヨルカ島評議会の政党別議席数推移(1979-2019) | マヨルカ島評議会の政党別議席数推移(1979-2019) | マヨルカ島評議会の政党別議席数推移(1979-2019) |
| 政党                                          | 79                                            | 83                                            | 87                                            | 91                                            | 95                                            | 99                                            | 03                                            | 07                                            | 11                                            | 15                                            |
| --------------------------------------------- | --------------------------------------------- | --------------------------------------------- | --------------------------------------------- | --------------------------------------------- | --------------------------------------------- | --------------------------------------------- | --------------------------------------------- | --------------------------------------------- | --------------------------------------------- | --------------------------------------------- |
| 民主中道連合 (UCD)                            | 15                                            | -                                             | 3                                             | -                                             | -                                             | -                                             | -                                             | -                                             | -                                             | -                                             |
| 国民党 (PP)                                   | -                                             | 11                                            | 13                                            | -                                             | 16                                            | 16                                            | 16                                            | 16                                            | 19                                            | 10                                            |
| 国民党＝マヨルカ連合 (PP-UM)                  | -                                             | -                                             | -                                             | 18                                            | -                                             | -                                             | -                                             | -                                             | -                                             | -                                             |
| スペイン社会労働党 (PSOE)                     | 6                                             | 11                                            | 11                                            | 11                                            | 8                                             | 8                                             | 9                                             | 11                                            | 10                                            | 7                                             |
| メス・ペル・マヨルカ (Més)                    | -                                             | -                                             | -                                             | -                                             | -                                             | -                                             | -                                             | -                                             | -                                             | 6                                             |
| ポデモス                                      | -                                             | -                                             | -                                             | -                                             | -                                             | -                                             | -                                             | -                                             | -                                             | 5                                             |
| シウダダノス (C's)                            | -                                             | -                                             | -                                             | -                                             | -                                             | -                                             | -                                             | -                                             | -                                             | 2                                             |
| プロポスタ・ペル・ラス・イリェス (PI)         | -                                             | -                                             | -                                             | -                                             | -                                             | -                                             | -                                             | -                                             | -                                             | 3                                             |
| マヨルカ連合 (UM)                             | -                                             | 6                                             | 4                                             | -                                             | 2                                             | 3                                             | 3                                             | 3                                             | -                                             | -                                             |
| マヨルカ独立連合 (UIM)                        | -                                             | -                                             | -                                             | 1                                             | -                                             | -                                             | -                                             | -                                             | -                                             | -                                             |
| マヨルカ社会主義者党 (PSM-Entesa)             | 2                                             | 2                                             | 2                                             | 3                                             | 5                                             | 4                                             | 3                                             | -                                             | 4                                             | -                                             |
| バレアレス諸島統一左翼 (EU-EV)                | 1                                             | -                                             | -                                             | -                                             | 2                                             | 2                                             | 2                                             | -                                             | -                                             |                                               |
| マヨルカ・ブロック (PSM-EN. EU-EV, ESQUERRA)  | -                                             | -                                             | -                                             | -                                             | -                                             | -                                             | -                                             | 3                                             | -                                             |                                               |
| 議席数合計                                    | 24                                            | 30                                            | 33                                            | 33                                            | 33                                            | 33                                            | 33                                            | 33                                            | 33                                            | 33                                            |

| マヨルカ島評議会代表 | マヨルカ島評議会代表           | マヨルカ島評議会代表 | マヨルカ島評議会代表 | マヨルカ島評議会代表       |
| 代                   | 名前                           | 就任                 | 退任                 | 政党                       |
| -------------------- | ------------------------------ | -------------------- | -------------------- | -------------------------- |
| 1.                   | ジェロニ・アルベルティ         | 1979年7月24日        | 1982年9月27日        | 民主中道連合 (UCD)         |
| 2.                   | マキシミリアーノ・モラーレス   | 1982年9月27日        | 1983年6月23日        | 民主中道連合 (UCD)         |
| 3.                   | ジェロニ・アルベルティ         | 1983年6月23日        | 1987年6月29日        | マヨルカ連合 (UM)          |
| 4.                   | ジョアン・ベルジェル           | 1987年6月29日        | 1995年7月7日         | 国民党 (PP)                |
| 5.                   | マリーア・アントーニア・ムナル | 1995年7月7日         | 2007年6月29日        | マヨルカ連合 (UM)          |
| 6.                   | フランシーナ・アルメンゴル     | 2007年7月7日         | 2011年6月14日        | スペイン社会労働党 (PSOE)  |
| 7.                   | マリーア・サロン               | 2011年6月14日        | 2015年7月4日         | 国民党 (PP)                |
| 8.                   | ミケル・エンセニャット         | 2015年7月4日         | 現職                 | メス・ペル・マヨルカ (Més) |

### 王室
パルマにはスペイン王室の夏の離宮であるマリベント宮殿があり、国王一家は夏季休暇をマヨルカ島で過ごす。王室の住居の多くは国家遺産局が管理しているが、マリベント宮殿はバレアレス諸島州政府の管理の下にある。スペイン王室は全員がセーリング競技経験者であるため、全員が集まるとセーリングを楽しむことがある。
マリベント宮殿は私邸であり、公務に使用されることは稀であるが、非公式の活動に使用されることもある。2007年11月にはスペイン国王フアン・カルロス1世がイベロアメリカ首脳会議中に、ベネズエラのウゴ・チャベス大統領に対して「¿Por qué no te callas?」（黙ったらどうかね?）と発言したことが国際問題に発展したが、2008年にはスペイン＝ベネズエラ両国の関係修復と国交正常化のために、チャベス大統領がマリベント宮殿に滞在した。
1980年代にはスペイン王室の招待で、イギリス王室のチャールズ3世（当時皇太子）とダイアナの夫妻がしばしばマヨルカ島を訪れている。1988年にはエリザベス2世女王とフィリップの夫妻がイギリス王室ヨットのブリタニア号でマヨルカ島を訪れた。1994年10月には日本の明仁天皇・皇后美智子がスペイン国王夫妻とともにアルムデナ離宮に滞在した。

## 経済
マヨルカ島はオリーブ、ブドウ、オレンジなどの農産物や、ワインやブランデーなどの酒類、大理石、鉄・鉛、羊毛、陶器などを産出する。農業と観光業における女性の就業者数が多いため、スペインの他地域に比べてバレアレス諸島では有業人口比率が高い。

### 観光業

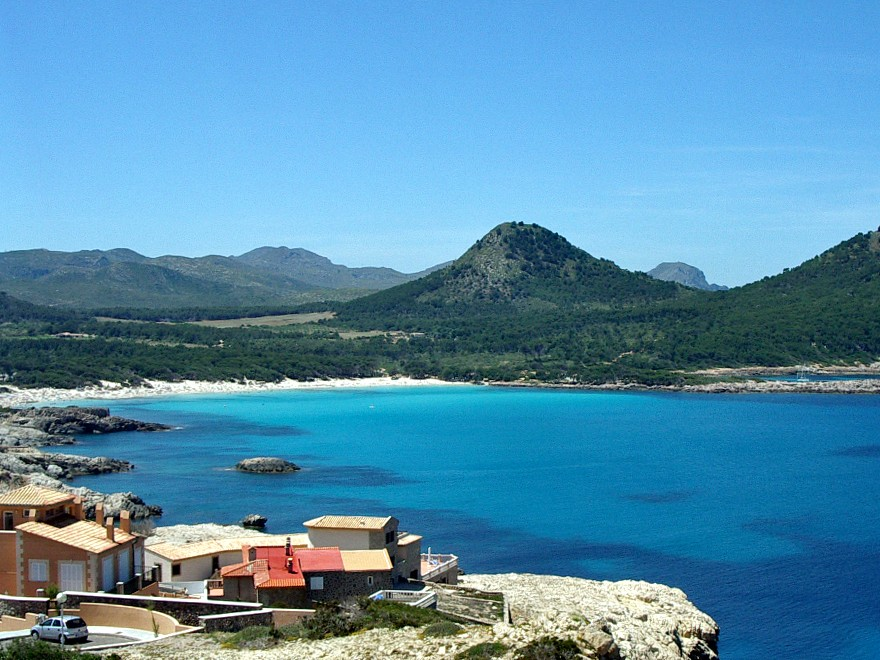
カプデペーラのカーラ・アギリャ

#### 観光業の特徴
バレアレス諸島経済の主要な原動力となっている2つの部門は、工業と農業を押しのけて観光業と建設業である。マヨルカ島には世界有数のホテル企業がある。マヨルカ島の沿岸はほぼ全域が観光地となっているが、観光客の大半は南岸のパルマとカルビア、さらに北岸のポリェンサ湾とアルクーディア湾に集中している。数多くの美しい砂浜やビーチ・リゾートが島内に点在しており、マヨルカ島にあるビーチの数は139か所に上る。特にバカンスの季節になるとビーチは海水浴を楽しむ観光客でごった返す。ビーチ以外にも、北部には海へと切り立つ断崖絶壁やその間に点在する村々、また東部のポルト・クリストにはドラック洞窟など多数の巨大な鍾乳洞がある。

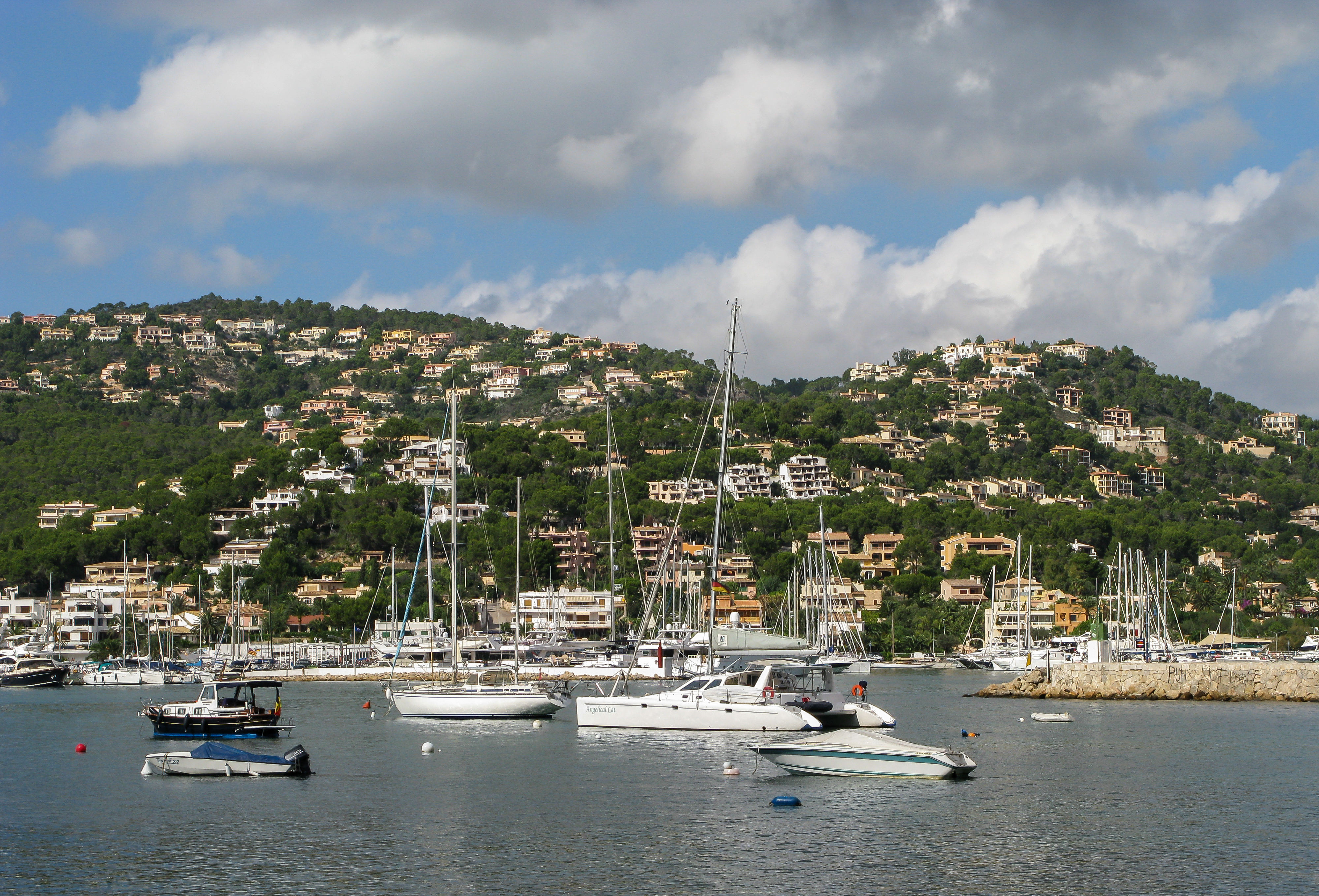
アンドラッチ港

今日でもマスツーリズム観光客は「太陽と砂浜」を求めてマヨルカ島にやってくる。旅行会社のイメージ戦略によって5S (Sea、Sand、Sun、Sangría、Sex)を目的とした夏季の観光客が多く、特に浜辺での飲酒と性行為を目的とする若者による騒音問題やモラルの低下は社会問題にもなっている。2011年の国別観光客数はドイツが37%、イギリスが21%、スペインが13%だった。平均滞在日数は8.5日間だった。
パルマにあるオテル・メディテラネの宿泊者名簿には、エヴァ・ガードナー（アメリカの女優）、リチャード・ニクソン（アメリカ大統領）、イラン国王、エロール・フリン（オーストラリアの俳優）、アガサ・クリスティ（イギリスの作家）などの名前がみられ、オテル・ソン・ビダが開業した際の主賓はモナコ大公レーニエ3世とグレース・ケリー妃だった。ポリェンサにあるオテル・フルマントールの宿泊者名簿には、ウィンストン・チャーチル（イギリス首相）、ダグラス・フェアバンクス（アメリカの俳優）、チャーリー・チャップリン（アメリカの俳優）、クリストファー・プラマー（アメリカの俳優）、ウェールズ公チャールズ（チャールズ3世）、モナコ大公レーニエ3世とグレース・ケリー妃、スペイン国王フアン・カルロス1世とソフィア妃などの名前が書かれており、ジャクリーン・ケネディ・オナシス（アメリカのファーストレディ）やその夫アリストテレス・オナシス（実業家）もこのホテルを起点にヨットで地中海を巡航した。

#### 観光業の歴史

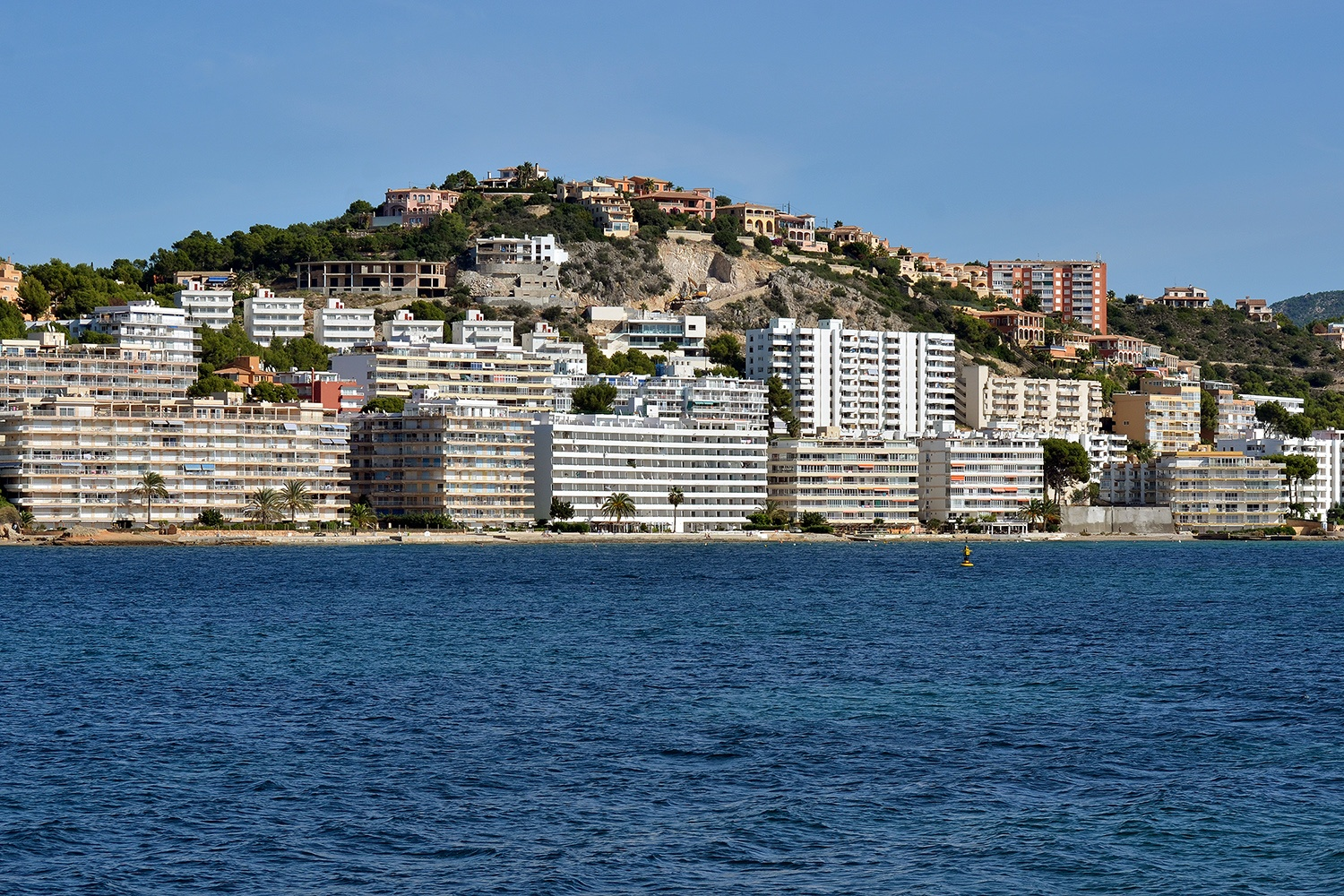
サンタ・ポンサのホテル群

ギリシャのケルキラ島などとともに、マヨルカ島では地中海の島嶼の中では早くから観光発展が始まった。19世紀にフランス人貴族がやってきて、主にパルマに滞在しながら島内の自然景観や文化的景観を楽しんだのが観光業の創始である。イギリス人やドイツ人は、特に冬季の避寒地にマヨルカ島を選んだ。19世紀中頃までの観光客数は年間数千人にすぎなかったが、20世紀に入ると観光客数が急増し、1920年代には地中海クルーズの目的地、またスペイン人にとっての新婚旅行の目的地となった。イギリス人によって始められたハイキングをスペイン人も楽しむようになり、ドイツ人は高地にある歴史的な町を目指すハイキングをブームに導いた。1930年代にはアメリカから海水浴と日光浴がもたらされ、ヨーロッパ人にとっては珍しかった肌を露出させた装いも、ファッションとして定着した。

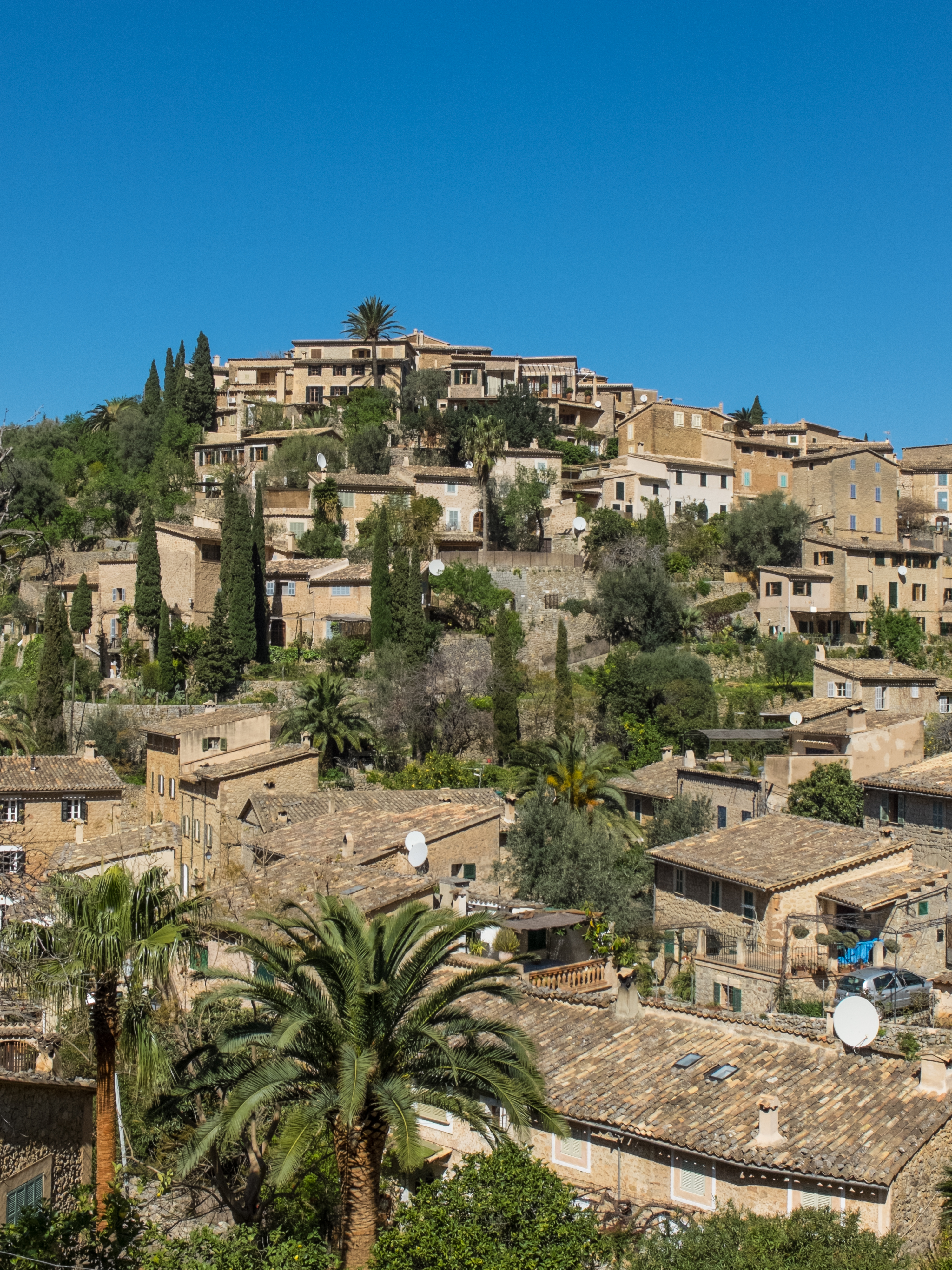
作家やミュージシャンに愛されるデイアの町

第二次世界大戦後のヨーロッパでは島嶼観光がブームとなり、マヨルカ島のマスツーリズムは1950年代末に始まったとされる。1950年の観光客数は10万人だったが、1951年には20万人となり、1955年にイギリスで海外旅行の規制が緩和されるとイギリス人観光客が急増した。アメリカ人が冷戦下のヨーロッパ政策としてインフラ整備を開始し、イギリス人がホテル建設やリゾート開発などを行った。1960年代初頭にはパッケージツアーが始まり、1964年にスペイン政府が外国人観光客の増加を目指す観光政策を実施したことで、さらに国外からの投資や観光発展が進んだ。1964年末時点では918軒のホテルまたはペンションがあり、総ベッド数は40,908床に達した。ピーク時には2日に1軒のペースで宿泊施設が開業したとされる。
1970年代から1980年代には、イギリスだけでなくドイツの旅行会社によるパッケージツアーが増加し、イギリス人観光客とドイツ人観光客の目的地は分かれた。マガルフやサレナルなどでは英語表記の看板、プラヤ・デ・パルマやアルクーディアなどではドイツ語表記の看板を多く見ることができる。1960年代から観光客は一貫して増加傾向にあり、1960年代末から1970年代が最初のブーム期であるとされる。
1977年時点ではスペインの宿泊施設数は9,542軒だったが、バレアレス諸島には県別でスペイン最多の1,467軒があった。うち290軒は3つ星以上のホテルであり、宿泊施設の充実度は当時から際立っていた。1990年代は衰退期であり、カルビアでは競合相手の増加による観光客の減少、マスツーリズムではない個人旅行の増加、乱開発や環境問題などが起こったものの、マスツーリズムからサステイナブルツーリズムへの移行がうまくいった結果、1997年以降には数多くの観光関連の賞を受賞するようになった。
1950年代には落ち着いた内陸部や山間部への別荘の開発が始まり、1980年代には夏季の別荘滞在や退職者の長期滞在が増加した。2000年には貸別荘が39,000戸に達している。また、農場家屋を宿泊施設として利用するアグリツーリズムが盛んとなり、2010年時点で175軒の農場家屋がドイツ人の富裕層などに利用されている。
2000年時点で、バレアレス諸島では域内総生産(GRP)の60%以上を観光業が占めていた。1986年時点では島全体にリゾートが4つあったが、2000年には13に増加し、これらのリゾートは大量の真水を必要としている。2000年春季には水不足と水供給の問題が重なったことで、ドイツからの観光客が通常期の1/3にまで減少した。2013年には950万人がマヨルカ島を訪れ、バレアレス諸島全体には1300万人が訪れた。

#### 国・地域別の観光客数
| 国・地域別の観光客数 | 国・地域別の観光客数 | 国・地域別の観光客数 | 国・地域別の観光客数 | 国・地域別の観光客数 | 国・地域別の観光客数 | 国・地域別の観光客数 |
| 順位                 | 国・地域             | 2014                 | 2013                 | 2012                 | 2011                 | 2010                 |
| -------------------- | -------------------- | -------------------- | -------------------- | -------------------- | -------------------- | -------------------- |
| 1                    | ドイツ               | 3,731,458            | 3,710,313            | 3,450,687            | 3,308,604            | 2,224,709            |
| 2                    | イギリス             | 2,165,774            | 2,105,981            | 1,986,354            | 1,898,838            | 1,324,294            |
| 3                    | スペイン             | 1,088,973            | 985,557              | 1,192,033            | 1,195,822            | 759,825              |
| 4                    | 北欧諸国             | 758,940              | 758,637              | 668,328              | 572,041              | 387,875              |
| 5                    | ベネルクス三国       | 366,130              | 363,911              | 360,973              | 368,930              | 284,845              |
| 6                    | スイス               | 334,871              | 312,491              | 292,226              | 280,401              | 188,826              |
| 7                    | フランス             | 328,681              | 337,891              | 349,712              | 316,124              | 187,589              |
| 8                    | オーストリア         | 175,530              | 160,890              | 138,287              | 181,993              | 107,991              |
| 9                    | イタリア             | 165,473              | 154,227              | 173,680              | 200,851              | 135,535              |
| 10                   | アイルランド         | 100,059              | 104,827              | 115,164              | 158,646              | 68,456               |

### 農業・漁業

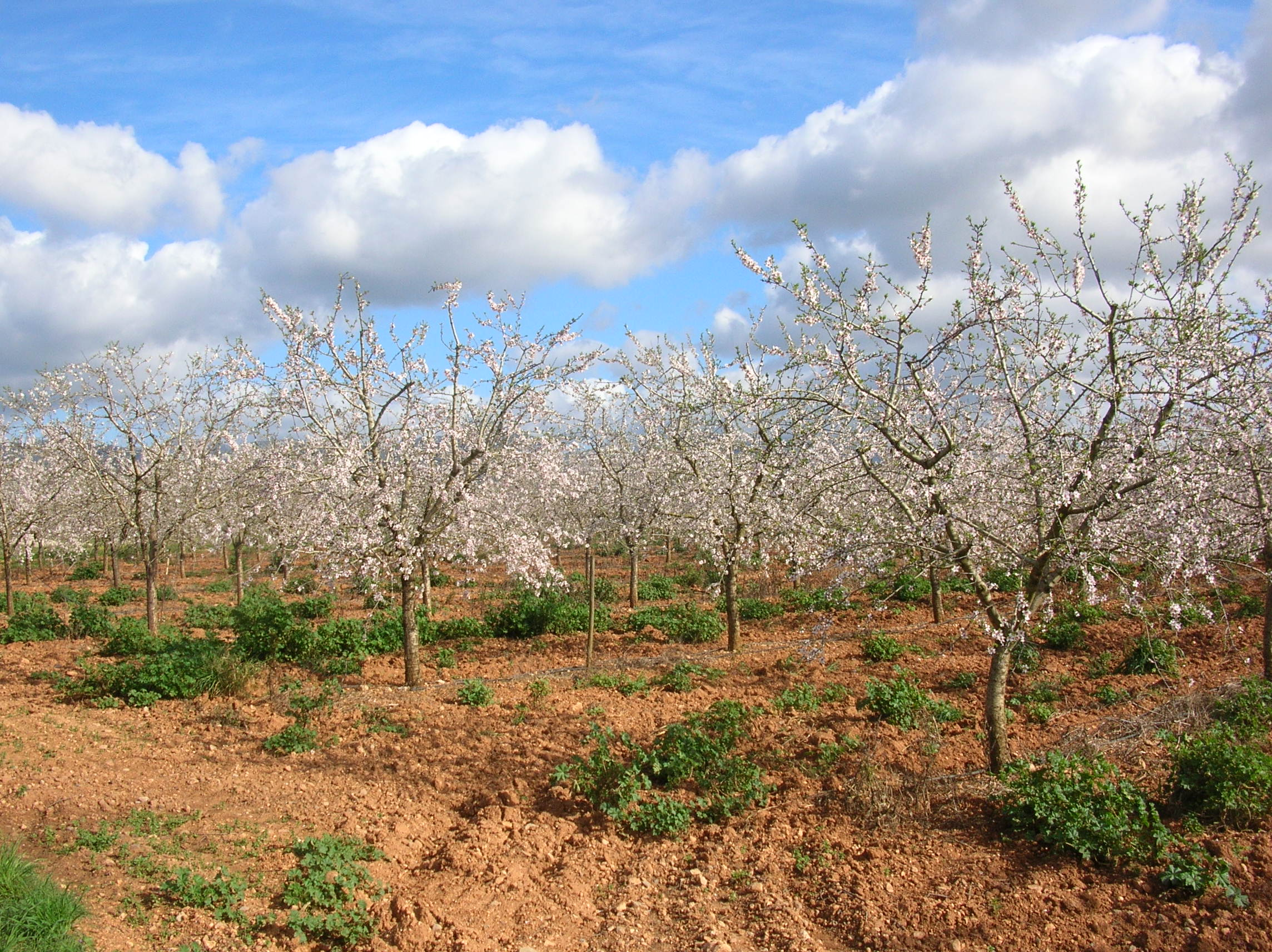
マヨルカ島のアーモンド畑

マヨルカ島は地中海地域の島としては珍しく肥沃で緑豊かである。マヨルカ島の急斜面には耕作が困難な場所もあるが、一部では人間が段々畑を築いてオリーブやブドウを栽培している。マヨルカ島の主要な2つの作物はオリーブとブドウであり、その他には柑橘類（特にオレンジ）、アーモンド、穀物、野菜を栽培している。とはいえ、農業がマヨルカ島の域内総生産(GRP)に占める割合は1.1%、農業従事者が労働力人口に占める割合は2%と低い。全耕地面積の約半分はアーモンド、オリーブ、イナゴマメなどの樹木栽培である。零細土地所有が卓越しており、1979年時点で中規模土地所有者は農業人口の約27%・農地面積の35%に過ぎず、残りは5ヘクタール以下の小規模土地所有者である。石灰質のやせた赤土の農地が多く、パルマ周辺を除けば灌漑農地は少ない。農業機械の導入は遅く、農業従事者の所得水準は低い。
ローマ人がマヨルカ島にオリーブを持ち込み、13世紀にはすでにオリーブオイルを生産していた記録が残っている。19世紀にはマヨルカ島からの輸出品の90%を占めており、観光業が発展するまでの主産物だった。その後いったんは衰退したものの、今日には復活して年間10万リットル強を生産している。マヨルカ島には55,000ヘクタールの土地に500万本のアーモンドが植えられているとされる。気候などが影響して、マヨルカ島のアーモンドは水分含有量が低く脂肪含有量が高い。一般的にアーモンドの開花時期は2月であり、収穫時期は8月である。
マヨルカ島南東部にあるコロニア・サン・ジョルディ塩水湖からは年間約15,000トンの海塩(英語版)が収穫される。この塩水湖は海水をポンプで汲み上げて造成された人造湖であり、マヨルカ島の海塩はマグネシウム、カリウム、カルシウムなどを豊富に含んでいる。マヨルカ島は四方を海に囲まれているものの、漁業は長い低迷期にあり、マヨルカ島で販売されている魚類の大部分はイベリア半島の漁港から輸入したものである。

### 皮革製品

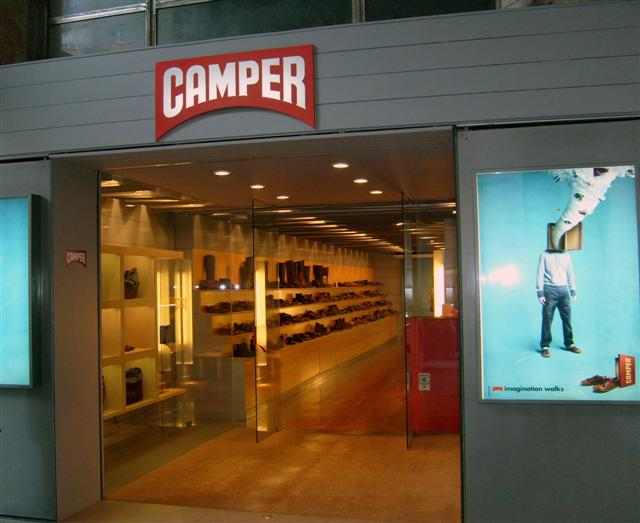
カンペールのストア

カンペール、ファルチュ(Farrutx)、ヤンコ(Yanko)などはいずれもマヨルカ島に工場を持つ皮革製品メーカーであり、いずれもスペイン国内外で知られた存在である。この中でもっとも著名な靴メーカーのカンペールは、「皮革の町」と呼ばれるインカが発祥の地であり、マヨルカ島の中心部に位置するインカは皮革製品の製造に特化した多くの工場や工房を有している。ファルチュ、ヤンコ、ロトゥセ(Lottusse)は靴、バッグ、コート、手袋など高品質の皮革製品を製造している。

### 地図製作
13世紀から15世紀のマヨルカ島では地図（航海図）製作技術が花開き、中世後期には世界でもっとも重要な地図製作拠点のひとつだった。この時期に活躍した地図製作者を総称して「マヨルカ地図製作学校」と呼ぶことがある。実際に地図製作を学ぶための学校が設置されていたわけではないが、バレアレス諸島からは優れた地図製作者が数多く生まれた。この時代の地図には地中海ばかりではなく、紅海、黒海、バルト海、大西洋沿岸も描かれ、カタルーニャ語以外にはラテン語も用いられた。主要な地図製作者にはアンジェリ・ドゥセルト(Angelí Ducert)、ギリェム・ソレール(Guillem Soler)、ガブリエル・デ・バルセカ(Gabriel de Vallseca)などがいる。この時代の地図製作者の多くは、後にカトリック両王によってスペインから追放されることになるユダヤ人だった。

## 社会

### 言語

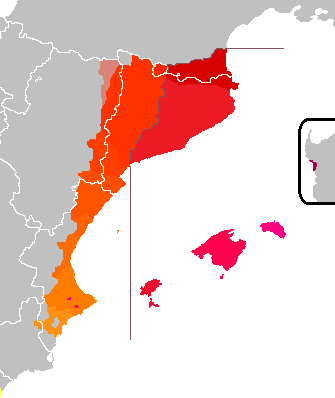
カタルーニャ語の方言分布図

スペインは全土でスペイン語を公用語としており、マヨルカ島を含むバレアレス諸島州はスペイン語以外にカタルーニャ語も公用語としている。バレアレス諸島州自治憲章でカタルーニャ語は「私たちの言語」(llengua propia)とされている。島民によって話されるカタルーニャ語マヨルカ方言はマヨルキ(Mallorqui)とも呼ばれ、集落ごとに発音がわずかに異なる。
地域言語に厳しい政策を取ったフランコ体制は1930年代末から35年以上続いたため、マヨルカ島生まれの住民はほぼ全員がスペイン語を話すことができる。フランコ体制下で教育を受けた住民はカタルーニャ語を読んだり書いたりすることが困難であるし、マヨルカ島にある5つの日刊紙の中にカタルーニャ語で書かれている日刊紙は存在しない。2012年、バレアレス諸島州政府の政権党である国民党(PP)は学校でカタルーニャ語を優先的に扱うことを終了し、公用語二言語を同格に扱う意思を発表した。この発表でかなり近い将来に「マヨルカ系カタルーニャ人」は消滅するだろうとされている。
かなりの数の観光客は英語の母語話者であり、観光客の多くはイギリスとアイルランドから、またアメリカ合衆国とカナダから来る。また、ドイツ語圏からの観光客も多く、「マヨルカ島はドイツの17番目の連邦州である」というジョークもある。マヨルカ島で発行されている地元紙のいくつかは、ドイツ語圏や英語圏に関するドイツ語や英語の情報を含んでいる。新聞販売店やホテルなどでは国際的な新聞を容易に得ることができ、本国からわずか数時間の遅れでドイツ語紙や英語紙を読むことができる。
カタルーニャ語の言語政策という観点で、マヨルカ島の住民は親カタルーニャ語派、反カタルーニャ語派、無関心派の3つに分類されるが、もっとも多いのは無関心派である。親カタルーニャ語派の中にはフランコ体制下で投獄されたり亡命していた者も多い。カタルーニャ語のテレビ番組の増加などを主張し、カタルーニャ語やカタルーニャ文化の促進のためのイベントに資金を提供している。反カタルーニャ語派は少数派であるものの、カタルーニャ語の看板を破壊したり、カタルーニャ語の放送局であるTV3の受信局を爆破する事件を起こしている。

### 交通

#### 航空

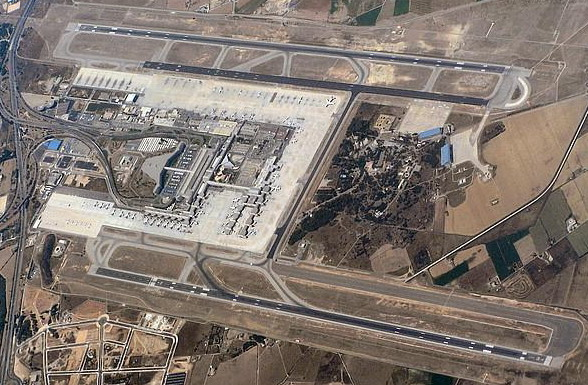
パルマ・デ・マヨルカ空港

マヨルカ島初の民間飛行場はソン・ボネー飛行場であり、1927年に初の商業飛行が行われた。1960年にパルマ・デ・マヨルカ空港が開港し、主要空港の座がソン・ボネー飛行場から移った。パルマ・デ・マヨルカ空港はマドリード＝バラハス空港、バルセロナ＝エル・プラット空港に次いでスペインで3番目に旅客数の多い空港であり、2014年の旅客数は2310万人だった。スペイン本土やヨーロッパの主要都市との間に定期便が就航しており、イギリスのロンドンの諸空港や、ドイツのフランクフルト空港から約2時間半の距離にある。夏季の数か月間はヨーロッパでもっとも混雑する空港のひとつであり、「夏季にはパリ＝オルリー空港よりも発着便数が多い」と喧伝されたこともある。国際便には主に大型ジェット機が使用される。
パルマ空港から中心市街地までの距離はわずか10kmであり、高速道路とバス路線が通じている。パルマ・デ・マヨルカ空港の発着便数の70%は定期便以外のチャーター便であるとされる。2007年時点で、パルマ・デ・マヨルカ空港には526便/日の定期便が設定されており、うち41便はバルセロナ＝エル・プラット空港行き、36便はマドリード＝バラハス空港行き、11便はイビサ空港行き、7便はメノルカ空港行きだった。バレアレス諸島内の島よりもバルセロナやマドリードとの結びつきを志向しており、バレアレス諸島内では主に50人乗りの小型機が運航されているに過ぎない。イベリア航空、エア・ヨーロッパなどが小規模なターボプロップ機を運航し、パルマ・デ・マヨルカ空港とバレアレス諸島の各空港を結んでいる。

#### 鉄道

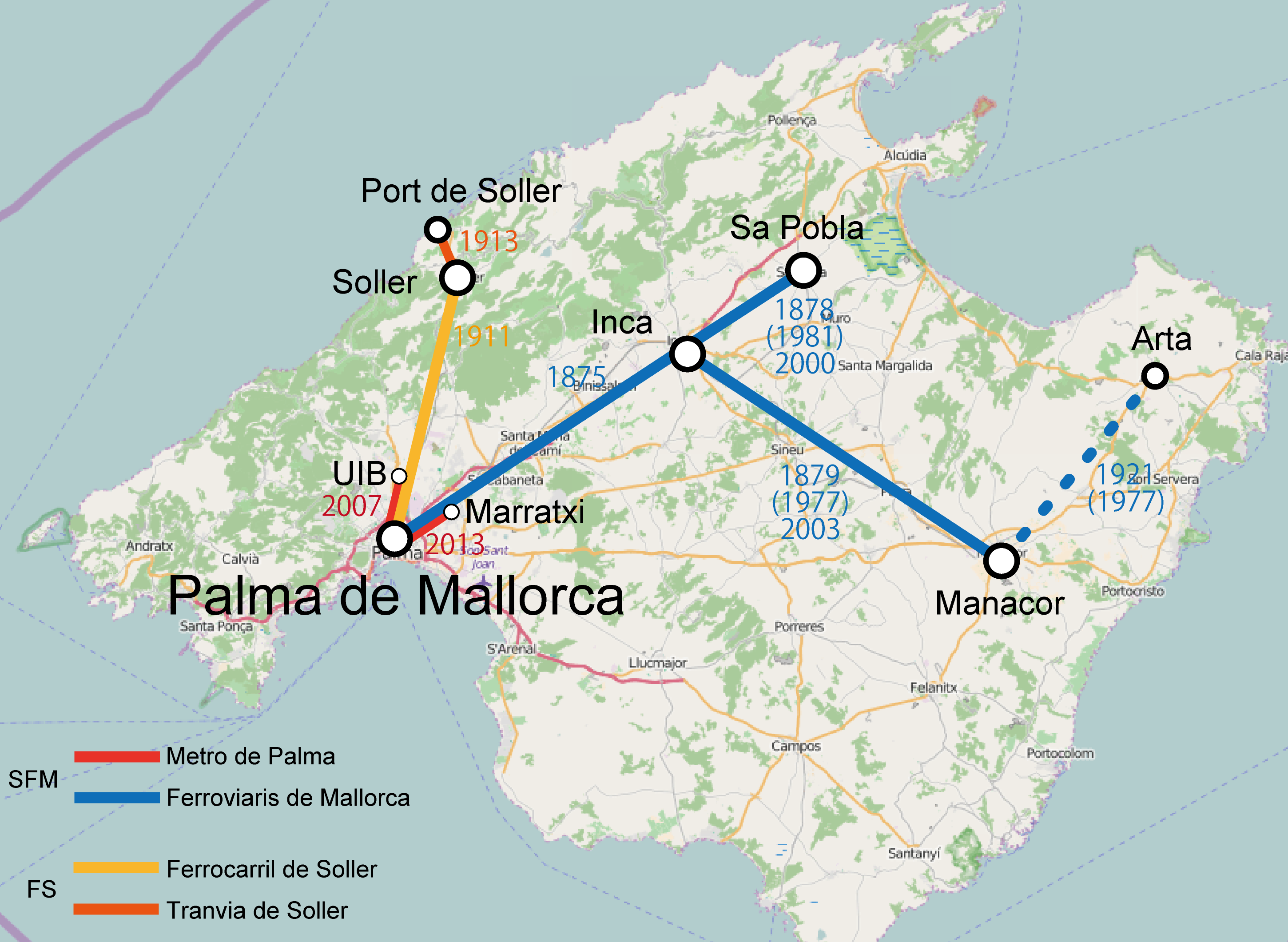
マヨルカ島の鉄道網

1875年2月にはパルマとインカを結ぶマヨルカ島初の鉄道が開業した。軌間は914mm（狭軌）であり、入手が容易なイギリス製の蒸気機関車や車両を使用して投資額が抑えられた。アルター、マナコール、サ・ポブラ、ファラニチュ、サンタニーなどの主要な町にも鉄道が通じ、近代化の過程でメーターゲージへの変更や気動車の導入などがなされた。1960年代末以降には相次いで路線が廃止され、ソーリェル方面の路線を除けばインカ以外の主要な町から鉄道が失われたが、2000年代になって運行再開が進んでいる。今日のマヨルカ島には、州政府が運営するマヨルカ鉄道と民間企業のソーリェル鉄道という2つの鉄道会社がある。
マヨルカ鉄道は郊外路線3系統とパルマ・メトロ（地下鉄）2系統を運行している。郊外路線はパルマから北東に向かって伸び、パルマと島内の他地域を結んで高頻度の運行を行っている。1号線はパルマと島中央部のインカを結ぶ路線である。インカからは2号線が北部のサ・ポブラに、3号線が東部のマナコールに分岐している。2号線はアルクーディアまで、3号線はカラ・ラトゥハダまで延伸する計画がある。2007年にはパルマ・デ・マヨルカでパルマ・メトロ1号線が開業し、市内中心部のスペイン広場駅とバレアレス諸島大学(UIB)最寄りのUIB駅を結んだ。2013年にはメトロ2号線が開業し、スペイン広場駅と市街地北東部のマラチ駅を結んだ。
ソーリェル鉄道は1912年からパルマとトラムンターナ山脈内にあるソーリェルを結んでおり、保存状態の良い木製の列車が多くの観光客を運んでいる。ソーリェル駅は1606年の建築物である。ソーリェルにはソーリェル鉄道の他に1913年10月に開業したソーリェル路面電車もあり、ソーリェル市街地の憲法広場とソーリェル港を結んでいる。

#### 海上交通

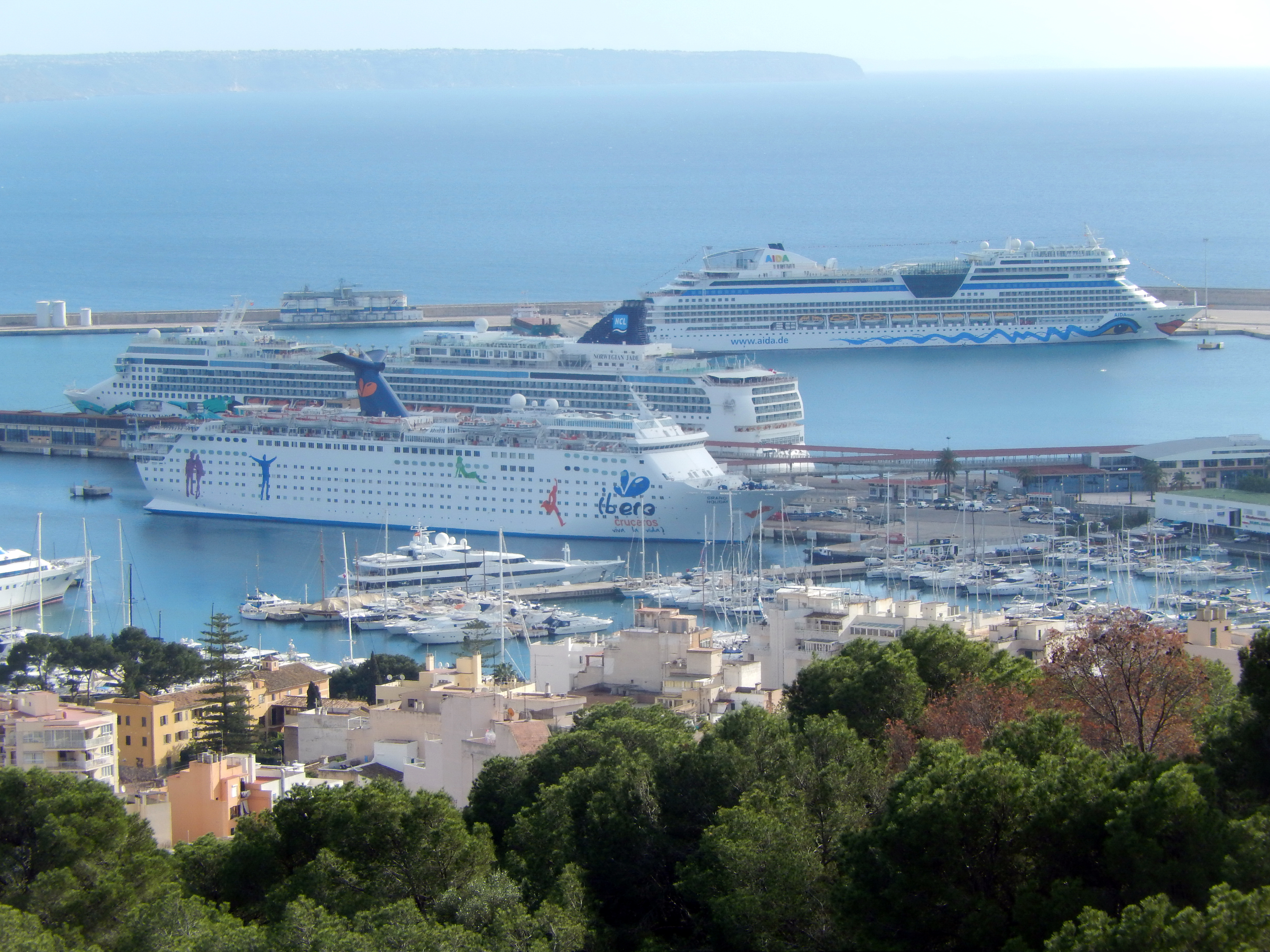
パルマ港に停泊中のクルーズ船

パルマ・デ・マヨルカのパルマ港はバレアレス諸島の最大・最重要港であり、海運業、漁業、クルーズ、旅客輸送、軍事輸送に使用されている。スペイン本土のバルセロナ港、バレンシア港、デニア港からパルマ港に向けて毎日定期便が運航されている。一般的なフェリーの場合はそれぞれの港から約5時間かけてマヨルカ島に到着する。クルーズ会社数社がパルマ港を寄航港として使用し、海運会社数社がパルマ港を本拠地として使用している。
夏季にはバレアリア社によってバルセロナと北岸のアルクーディアを直接結ぶフェリーが運航されている。概してフェリーの運賃は航空機を使用するよりも安価である。北東岸にあるアルクーディア港からはメノルカ島のシウタデリャ・デ・メノルカとマオー＝マオンに向かう定期便があり、約90分で両島を結んでいる。パルマ港とアルクーディア港の利用者数を合計すると、年間約80万人がフェリーでマヨルカ島に入島している。アクシオナ社、バレアリア社、イスコマール社、インテリリェス社などがパルマ港に入港する定期便を有している。さらにパルマとイビサ島のエイビッサを結ぶフェリーが毎日運航されている。

## 関連人物

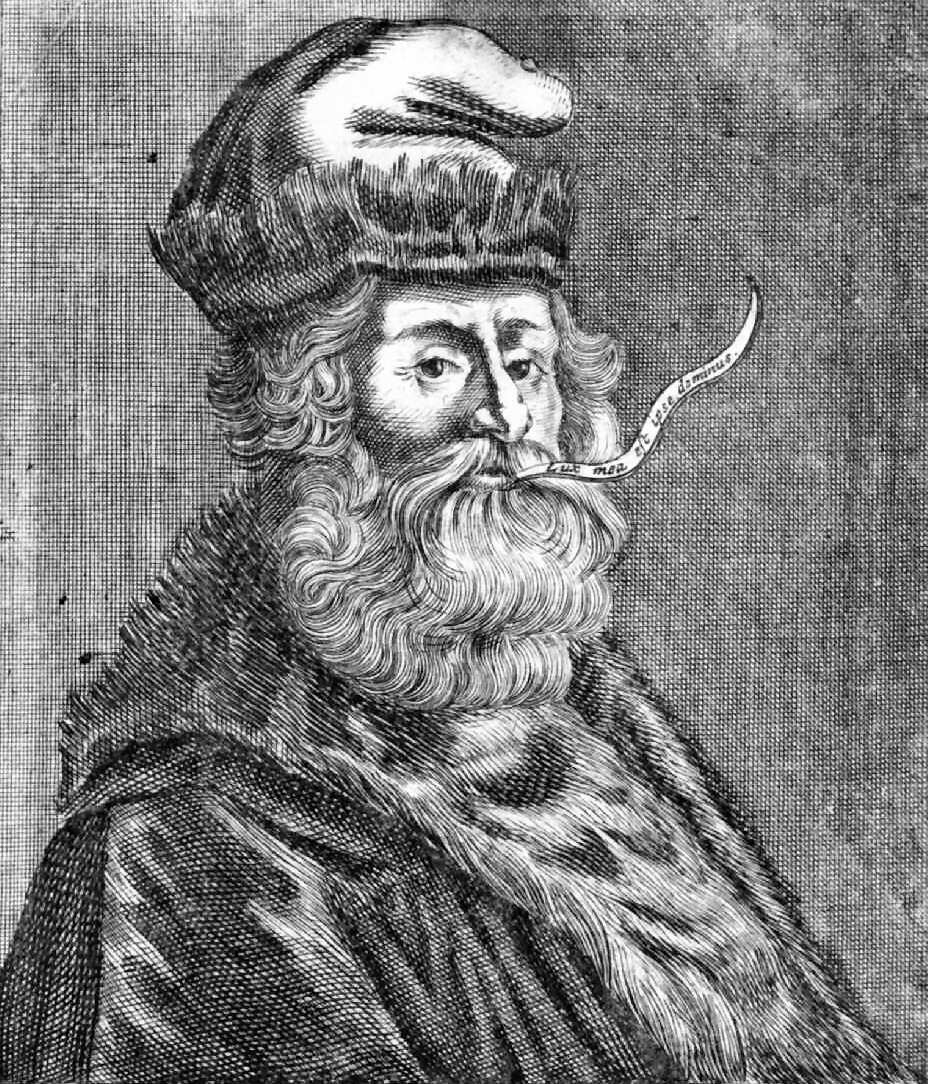
「カタルーニャ語の父」ラモン・リュイ

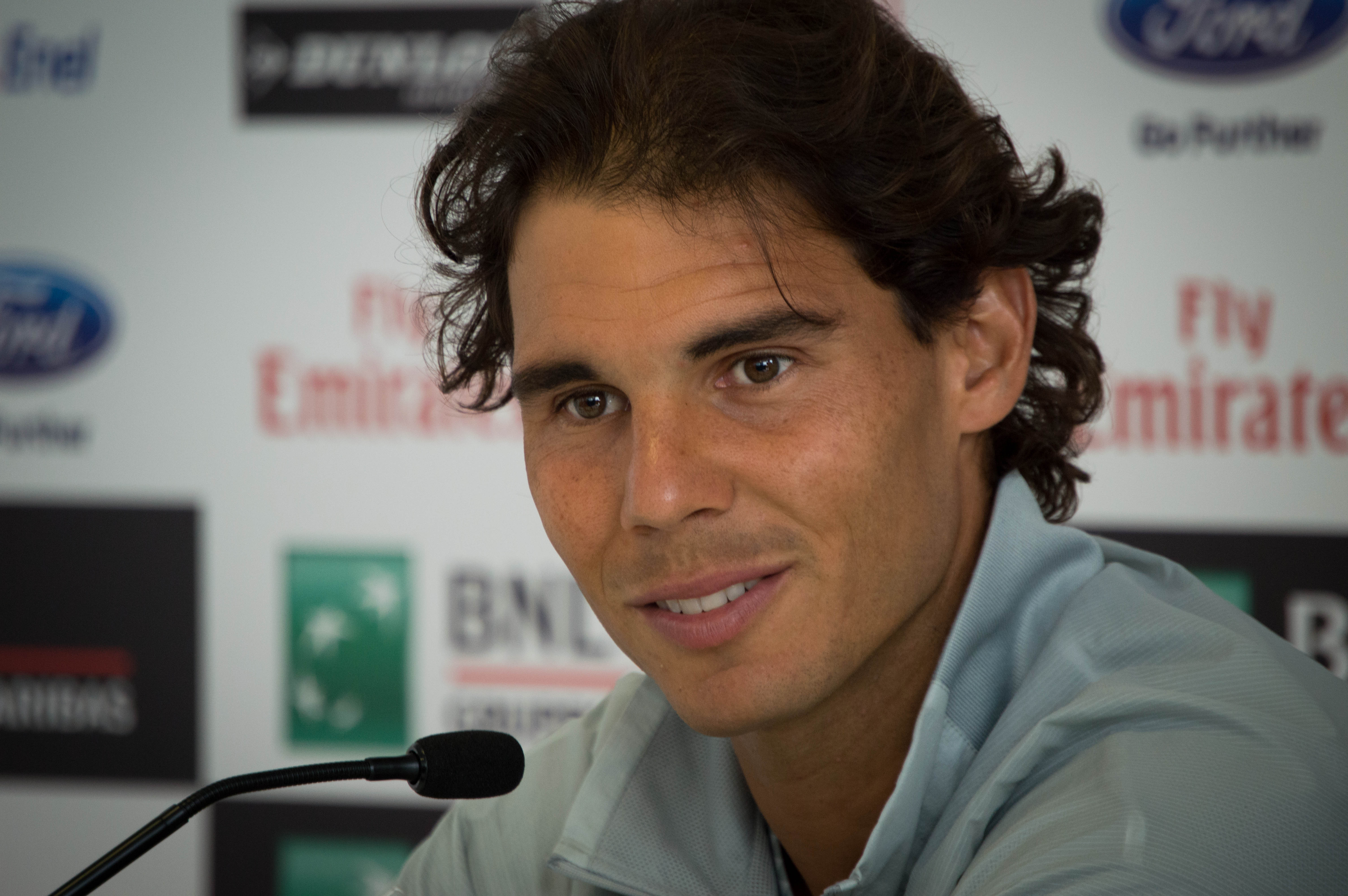
テニス選手のラファエル・ナダル

### 出身者
- アル・フマイディ（英語版）(1029-1095) : 歴史家。
- ラモン・リュイ(1232-1315) : 修道士・著作家・哲学者。カタルーニャ語文学の先駆者。
- アブラアム・クレスケス（英語版）(1325-1387) : 地図製作者。
- フニペロ・セラ(1713-1784) : フランシスコ会修道士。アメリカ大陸のカリフォルニアで布教。
- ジョアキン・ジョベリャール・イ・スレール（英語版）(1819-1892) : 軍人・政治家。スペイン首相・フィリピン総督。
- アントニオ・マウラ（英語版）(1853-1925) : 政治家。1903年から1922年の間に5度に渡ってスペイン首相を務めた。
- ミケル・コスタ・イ・ロベラ(1854-1922) :マヨルカ出身の詩人で、有名な詩「フォルメンタールの松」（英語版）を書きました。
- ジョアン・アルコベール（英語版）(1854-1926) : マヨルカ出身の詩人です。
- マリーア・デル・マール・ボネット（英語版）(1947-) : 歌手。カタルーニャ語で歌う。
- アグスティ・ビジャロンガ（英語版）(1953-) : 映画監督。
- ミケル・バルセロ(1957-) : 現代美術家。パルマ大聖堂の彫刻を制作。
- アントニア・フォント（英語版） : ポップ歌手。カタルーニャ語マヨルカ方言で歌う。
- ミゲル・アンヘル・ナダル(1966-) : サッカー選手。ラファエル・ナダルのおじ。
- DJサミー（英語版）(1969-) : DJ・音楽プロデューサー。
- カルロス・モヤ(1976-) : テニス選手。
- ルディ・フェルナンデス(1985-) : バスケットボール選手。
- ラファエル・ナダル(1986-) : テニス選手。ミゲル・アンヘル・ナダルの甥。
- ホルヘ・ロレンソ(1987-) : オートバイレーサー。
- アレックス・アブリネス(1993-) : バスケットボール選手。
- マルコ・アセンシオ(1996-) : サッカー選手。
- ジョアン・ミル(1997-) : オートバイレーサー。

### 居住者など
- フレデリック・ショパン(1810-1849)、ジョルジュ・サンド(1804-1876) : それぞれポーランド生まれのフランスの作曲家とフランスの作家。1838年にマヨルカ島で同棲したが、ショパンの肺の状態が悪くなり翌年までにフランスに帰国した[134]。
- ロバート・グレーヴス(1895-1985) : イギリスの著作家。長らくマヨルカ島のデイアで暮らし、デイアの墓地に埋葬された[135]。
- ジーン・バテン(1909-1982) : ニュージーランドの女性パイロット。1982年にマヨルカ島で犬に咬まれて死去[136]。
- ブルーノ・クライスキー(1911-1990) : オーストリア首相。マヨルカ島に住んだ[76]。
- カート・フラッド(1938-1997) : アメリカの野球選手。1971年の現役引退後にパルマのバルを購入[137]。
- シンシア・レノン (1939-2015) : イギリス人女性。ジョン・レノンの妻。マヨルカ島の自宅で死去[138]。
- シェイラ・ファーガソン（英語版）(1947-) : アメリカの歌手・女優。マヨルカ島で暮らしている[139]。
- コルム・ミーニイ(1953-) : アイルランド出身の俳優。マヨルカ島に家を持っている[140]。
- ホセ・マリーア・シシリア（英語版）(1954-) : マドリード出身の画家。ソーリェルに家を持っている[141]。
- トニ・クロース(1990-) : ドイツのサッカー選手。バイエルンに在籍していた2013年、マヨルカ島に別邸を購入[142]。

## ギャラリー

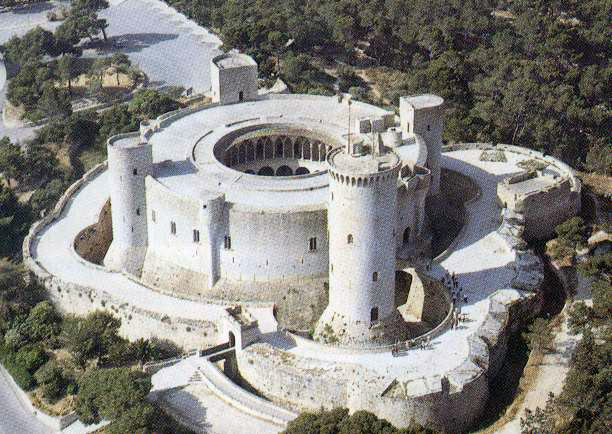
ベルベル城
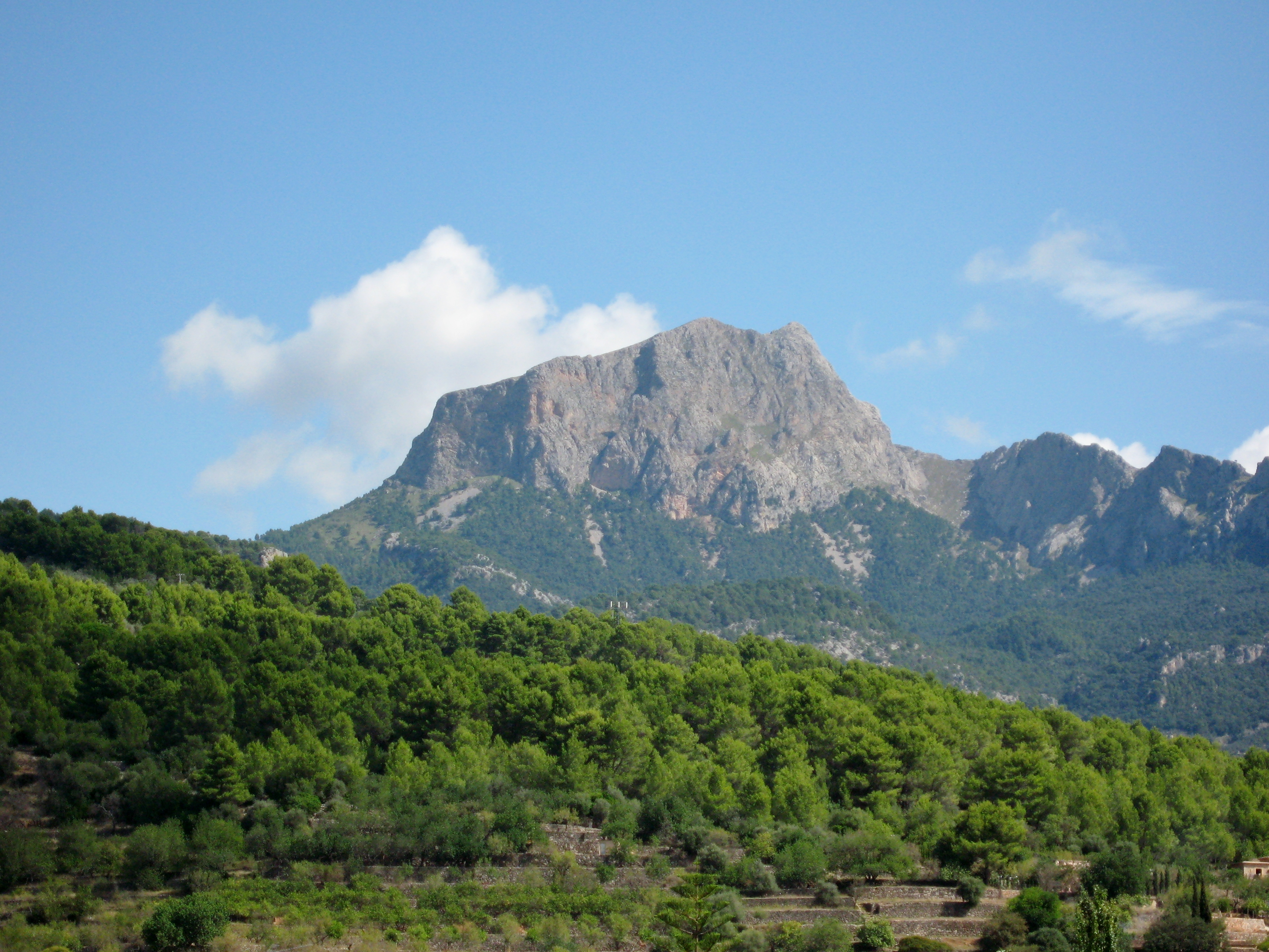
マヨルカ島最高峰であるプッジ・マジョー
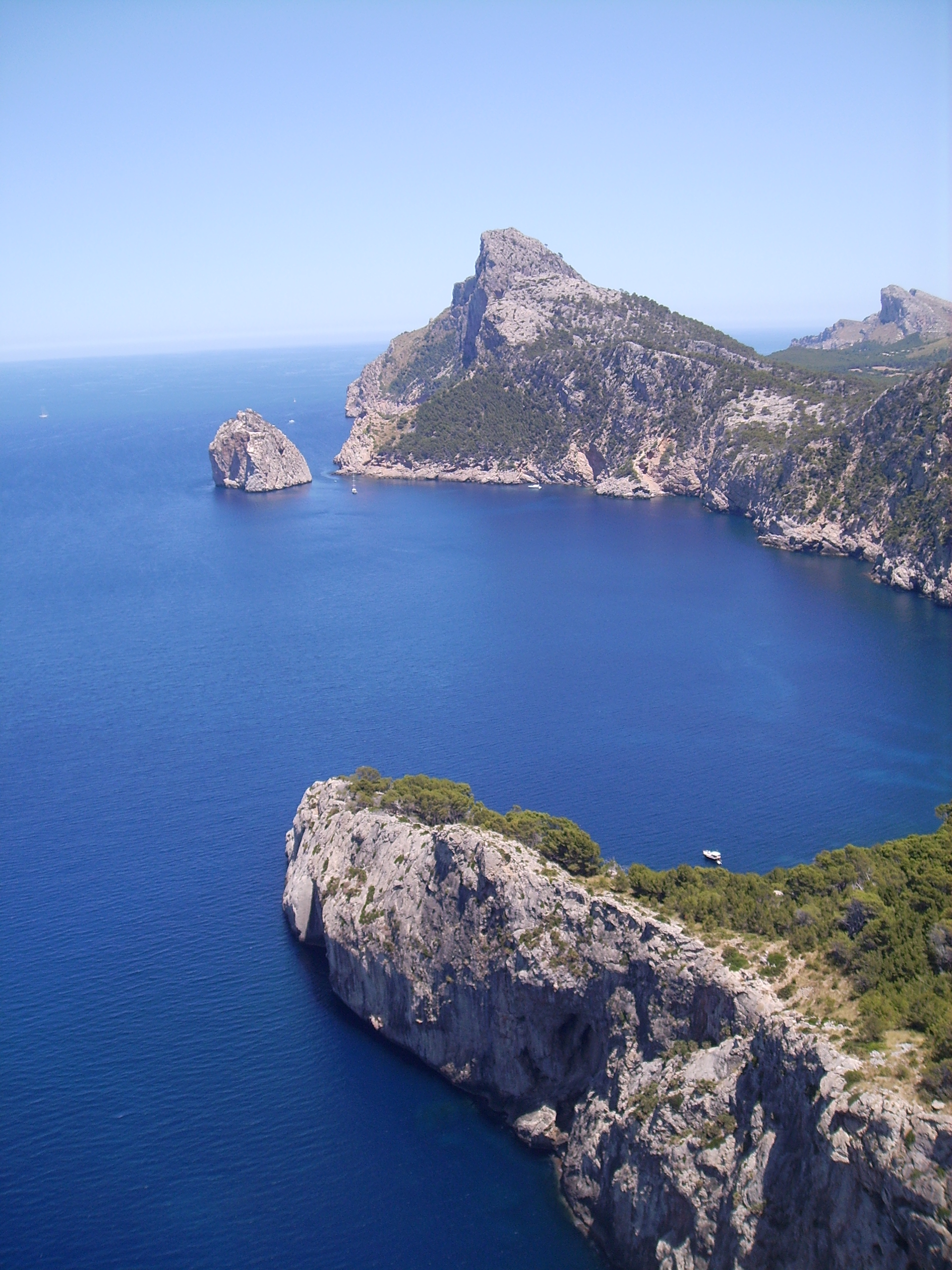
ポリェンサのフルマントール岬周辺
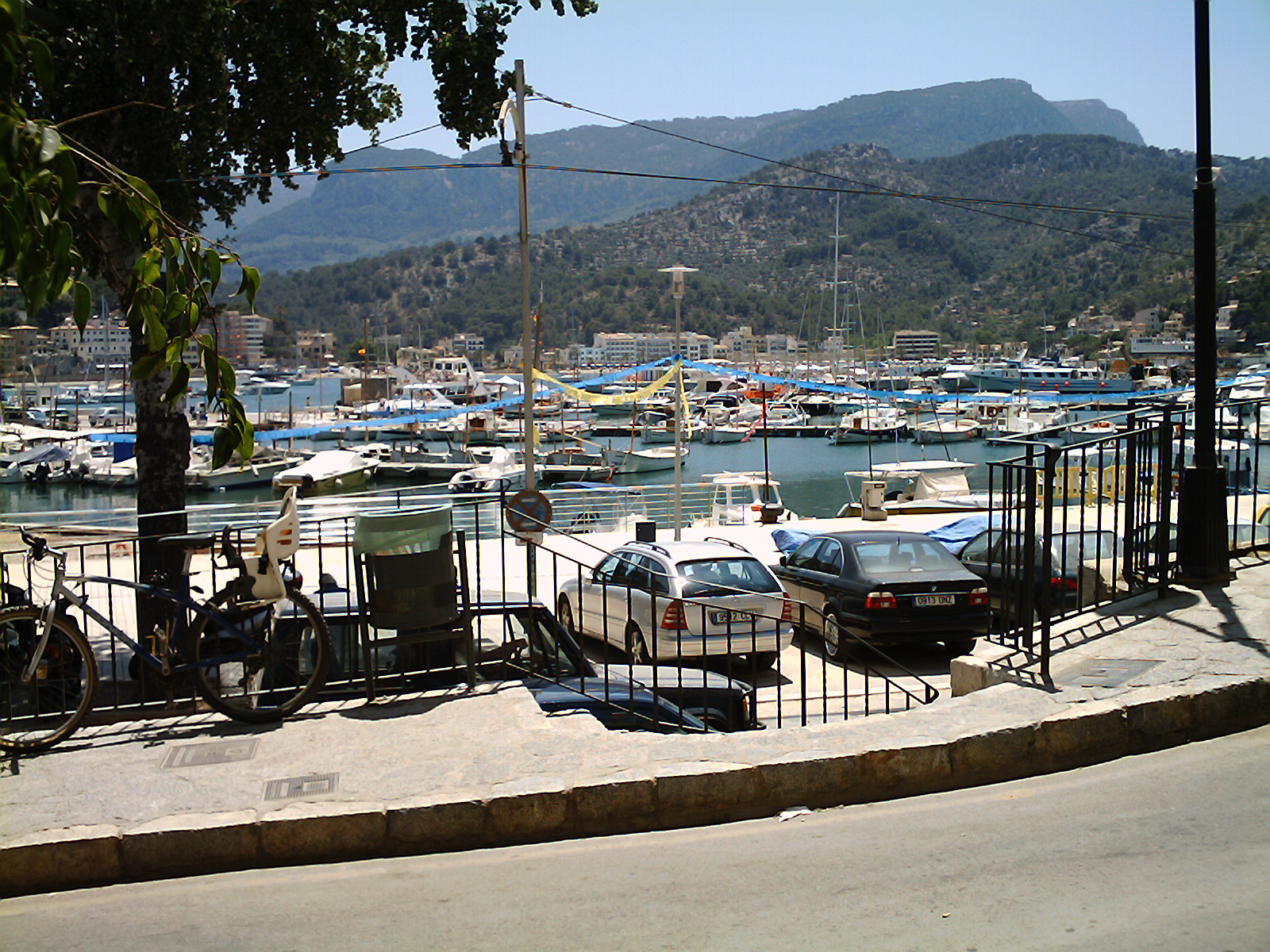
ソーリェル港
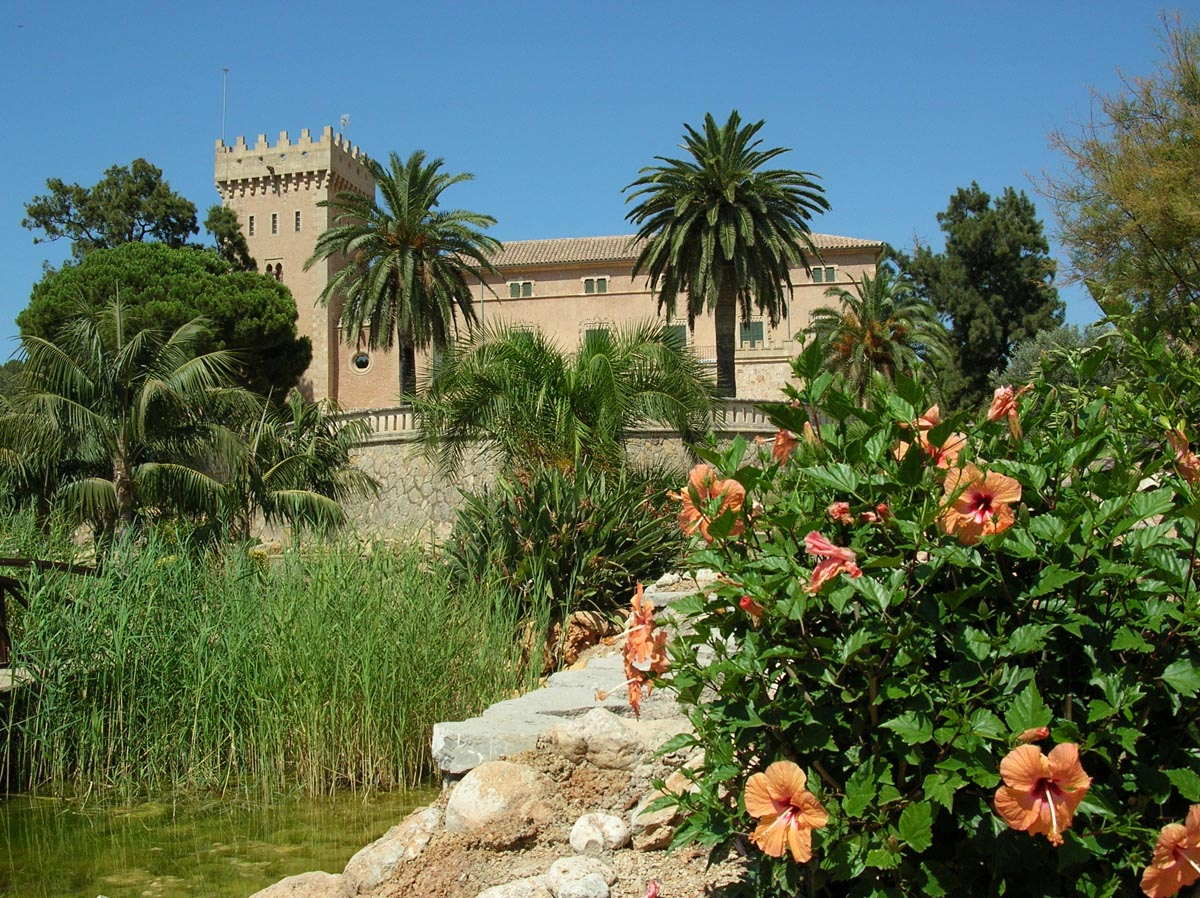
アンドラッチ城
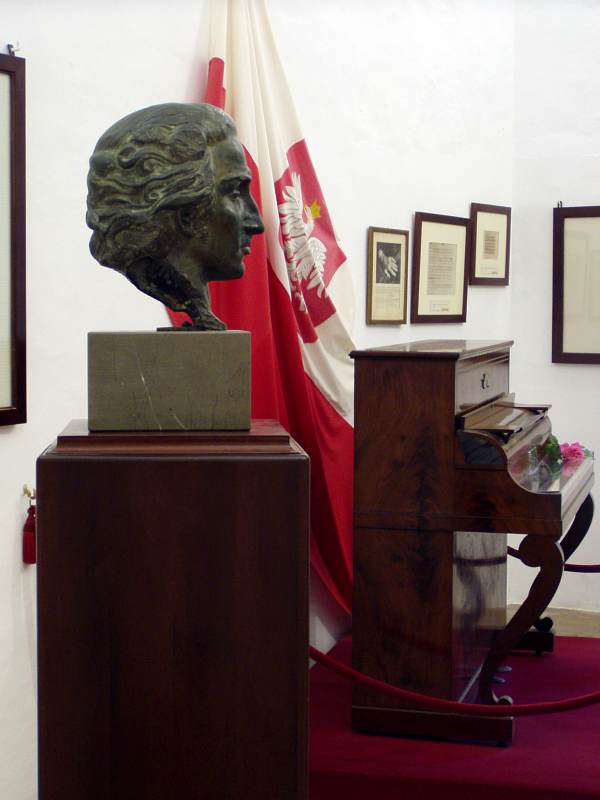
バルデモーサにあるショパンのピアノ
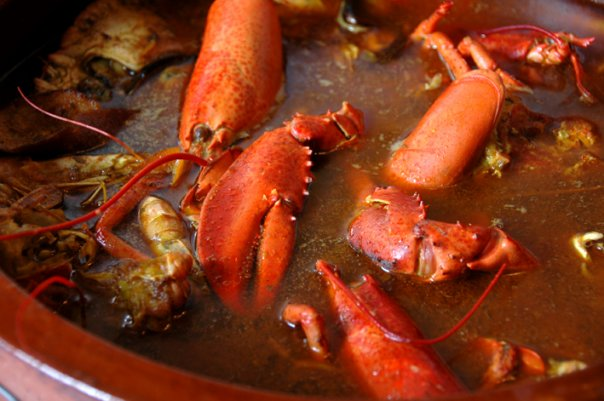
ロブスターの煮込み